# Celeste (jeu vidéo)
Pour les articles homonymes, voir Céleste.
Vous lisez un « article de qualité » labellisé en 2022.
Celeste est un jeu vidéo de plates-formes indépendant en deux dimensions développé et édité par Extremely OK Games, un studio canadien dirigé par Maddy Thorson et Noel Berry. Issu d'un prototype éponyme développé en août 2015 lors d'une game jam sur la fantasy console PICO-8, il est finalement publié sur Microsoft Windows, macOS, Linux, PlayStation 4, Nintendo Switch et Xbox One le 25 janvier 2018, puis sur Google Stadia le 28 juillet 2020.
Dans Celeste, le joueur incarne Madeline, une jeune femme qui tente de gravir le mont Celeste. Au cours de son ascension, il est révélé qu'elle souffre d'une sévère forme d'anxiété et de dépression, impliquant qu'elle doit affronter ses angoisses et son mal-être intérieur pour parvenir au sommet de la montagne. Le jeu est composé de huit chapitres ainsi que d'un DLC gratuit intitulé Farewell, sorti le 9 septembre 2019, qui clôt définitivement l'histoire. Le gameplay du jeu consiste en une suite d'écrans présentant un assemblage complexe et cohérent d'obstacles qui demandent à la fois de la stratégie, de la précision et un bon temps de réaction de la part du joueur pour être surmontés. Jugé exigeant et souvent comparé à des jeux comme Super Meat Boy, Celeste inclut néanmoins des paramètres pour ajuster la difficulté et reste vu comme moins punitif que les autres jeux du genre.
Celeste est très bien reçu par la critique et est loué pour ses mécaniques de jeu, son level design, sa musique — composée par Lena Raine —, son esthétique graphique 8 bits et son histoire, en particulier pour le travail effectué sur le personnage de Madeline ainsi que sur celui de représentation des troubles psychiques. Il est considéré par la presse spécialisée comme l'un des meilleurs jeux de 2018, remportant de nombreuses récompenses parmi lesquelles le prix du meilleur jeu indépendant aux Game Awards 2018 et une nomination en tant que jeu de l'année lors de cette même cérémonie. Il s'agit en outre d'un succès commercial, Celeste s'étant écoulé à plus d'un million d'exemplaires en mars 2020, tout en devenant très populaire dans la communauté du speedrun.

## Système de jeu

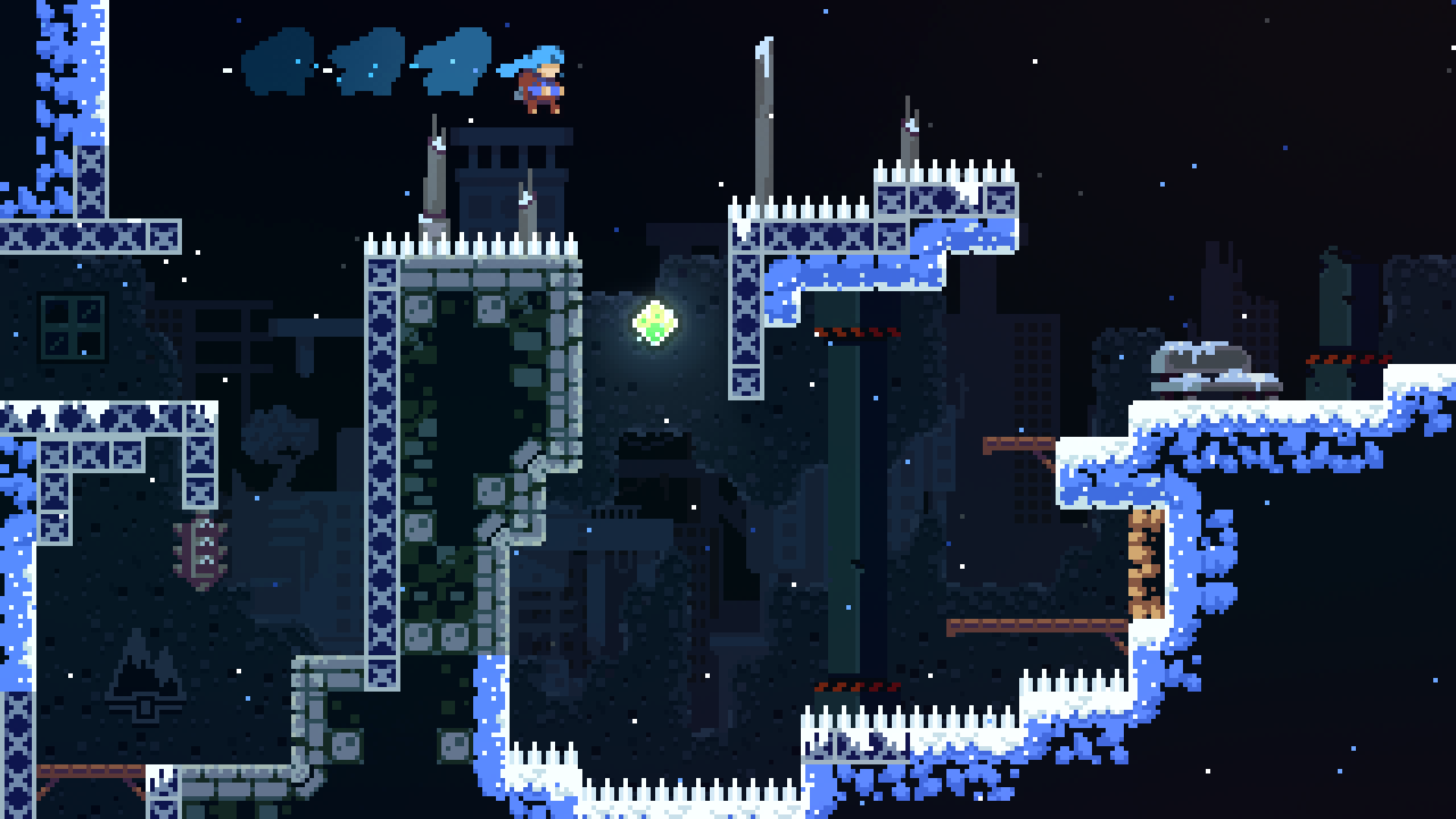
Écran en jeu. Les cheveux bleus de Madeline indiquent qu'elle vient d'utiliser son unique « dash » (brusque accélération) afin d'éviter des pics. Le cristal vert visible au centre de l'écran lui permet toutefois de renouveler ce dash et donc d'atteindre la plateforme en bas à droite. Un bloc destructible marron est visible près de cette dernière, signe d'un passage secret cachant une fraise (objet à collectionner).

Celeste est un jeu de plateforme où le joueur incarne une jeune femme nommée Madeline qui entreprend de gravir une montagne, tout en évitant les nombreux obstacles mortels disséminés sur sa route, tels des pics ou des fossés. Le jeu requiert une bonne précision de mouvement et un bon temps de réaction ; toutefois, la mort n'est pas définitive et ramène simplement le personnage au début de l'écran,. Chaque écran correspond à un niveau indépendant des autres. Il n'existe aucune forme de game over et le nombre d'échecs est donc illimité, se comptant souvent en milliers lors d'une première partie,,. 
En plus de pouvoir faire de simples sauts, des sauts depuis les murs et de grimper ces derniers pendant un temps limité (une jauge d'endurance existe mais est cachée au joueur), Madeline possède la capacité d'effectuer un dash — forme de glissade dans l'air — dans huit directions et ceci est symbolisé en jeu par un changement de la couleur de ses cheveux du roux au bleu,. Au début du jeu, ce mouvement ne peut être effectué qu'une seule fois et doit être rechargé en retombant sur le sol ou une plateforme horizontale, en touchant certains objets tels que des cristaux verts flottants, ou en changeant d'écran,. Plus tard dans le jeu, le joueur gagne la capacité d'effectuer deux dashs successifs en l'air avant d'avoir besoin de recharger cette capacité,.

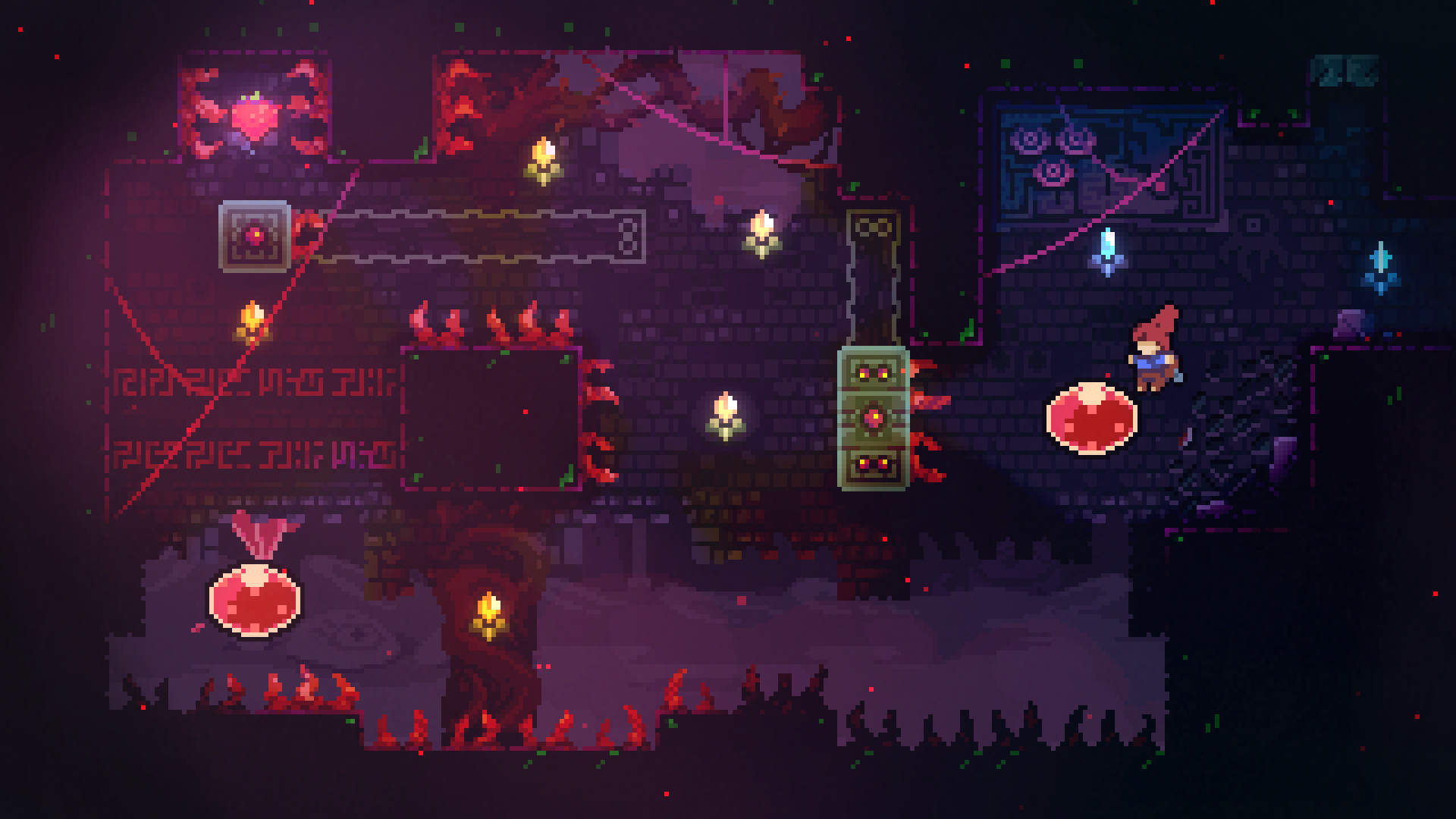
Madeline entre dans une bulle lui rendant son dash. L'objectif de ce niveau facultatif est d'atteindre la fraise visible en haut à gauche puis de revenir au point de départ, notamment grâce aux plateformes mouvantes.

En combinant les dashs et les différents mouvements de Madeline ou des plateformes qui l'entourent, le joueur peut gagner en vitesse ou atteindre des zones non accessibles avec un saut usuel. Certains de ces mécanismes de mouvement avancés sont présentés au joueur lorsqu'il progresse dans les derniers stades du jeu, avec parmi eux le wavedash, le hyperdash, le ultradash ou le corner boosting,. Ces mécanismes permettant de rapidement prendre de la vitesse et sont donc notamment utilisés en speedrun, avec certains glitchs comme la possibilité de sauter sur les pics,.  

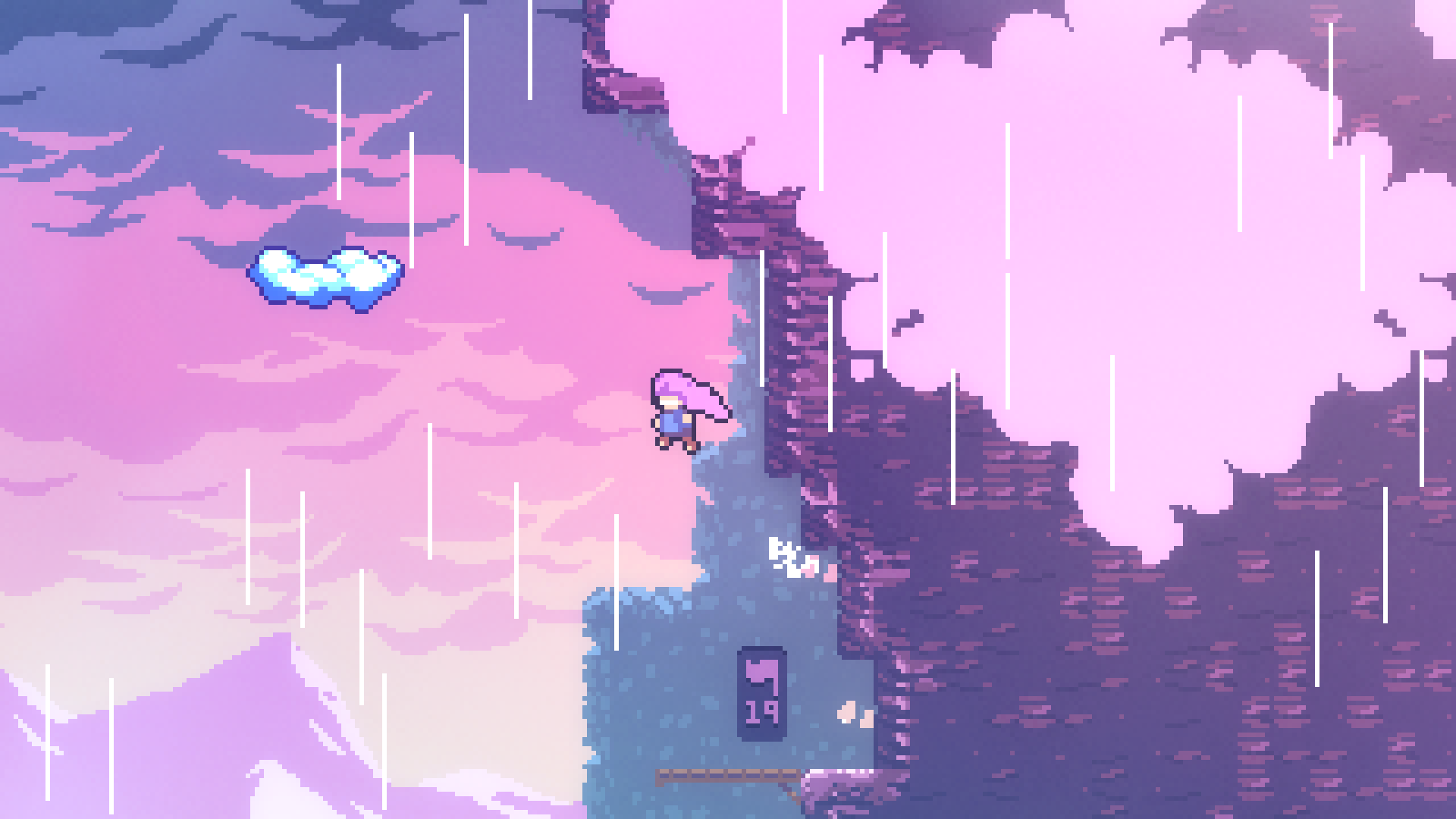
Madeline avec les cheveux roses, indiquant qu'elle peut utiliser deux dashs consécutifs.

Tout au long du jeu, le joueur rencontre des mécanismes supplémentaires, tels que des ressorts qui le font décoller ou des plumes qui lui permettent de voler brièvement. Des éléments de décor sont aussi introduits, avec parmi eux des bulles permettant de retenir quelques secondes Madeline et lui rendant son dash ou encore des plateformes mouvantes s'activant lorsqu'elle réalise un dash. Chaque chapitre possède aussi ses propres thèmes et gimmicks dans le level design,,.
Dans la plupart des chapitres de la face A — nom donné aux niveaux principaux du jeu —, on trouve des fraises qui constituent un objectif secondaire à la complétion du niveau. Celles-ci peuvent être obtenues en se rendant dans des zones plus difficiles d'accès, en effectuant des écrans plus complexes, en résolvant des énigmes ou encore en trouvant des passages secrets. Plus difficiles encore d'accès, la face A de chaque chapitre cache une cassette audio donnant accès à une face B ainsi qu'un cœur de cristal permettant d'accéder à plus de contenu après la fin du jeu. La face B d'un chapitre propose des écrans considérablement plus difficiles que la face A mais utilisant les mêmes mécaniques ; sa complétion donne finalement accès à une face C, un enchaînement de niveaux très courts mais très difficiles,.

## Trame

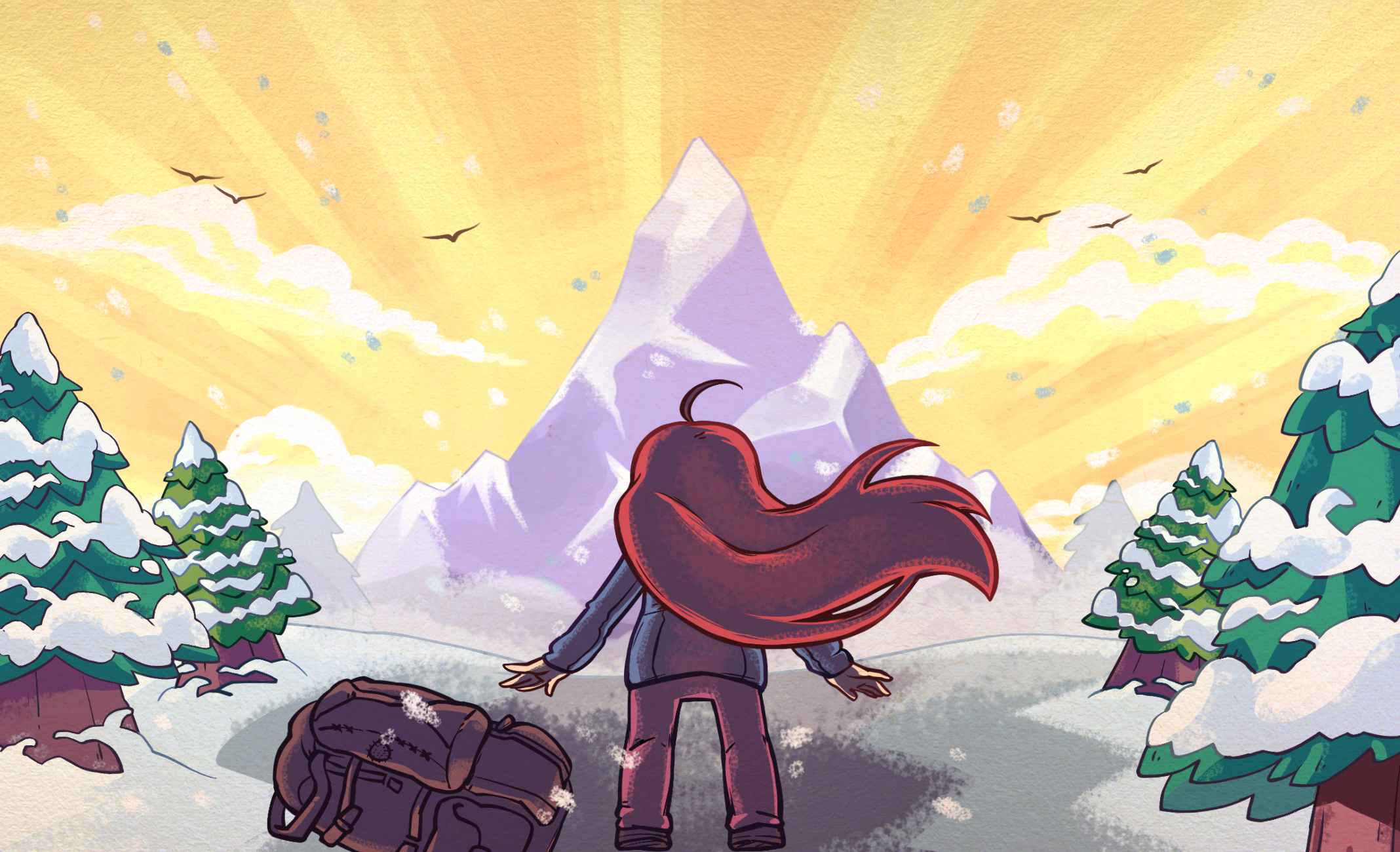
Madeline observant le mont Celeste avant son ascension.

Une jeune femme nommée Madeline entreprend l'ascension d'une montagne nommée Celeste, inspirée du mont Celeste se trouvant en Colombie-Britannique au Canada,,. Elle ignore les avertissements d'une vieille dame qui vit à sa base puis se fraye un chemin à travers une ville fantôme où elle rencontre un compagnon de voyage nommé Theo,. Madeline campe pour la nuit et fait un rêve dans lequel un sombre reflet d'elle-même, appelé « part de moi » dans le jeu puis rebaptisé « Badeline » (« mauvaise Madeline ») par les fans et les développeurs, se sépare d'elle par l'intermédiaire d'un miroir mystique et tente d'empêcher son ascension. La protagoniste parvient toutefois à lui échapper et se réveille de son cauchemar.
En continuant son ascension, Madeline atteint un vieil hôtel appelé le Celestial Resort. Le concierge fantôme de l'hôtel, M. Oshiro, tente de persuader Madeline de rester malgré l'état de dégradation du bâtiment,. Elle le divertit à contrecœur en nettoyant une partie de l'hôtel, mais il tient à ce qu'elle passe une nuit dans la suite présidentielle. En arrivant dans la chambre, Badeline réapparaît de façon inattendue dans le monde réel, narguant M. Oshiro avant de créer un trou par lequel Madeline peut s'échapper,. M. Oshiro, enragé par les paroles de Badeline et supposant que Madeline les a prononcées, commence à poursuivre cette dernière et détruit une grande partie de l'hôtel. Madeline parvient toutefois à l'apaiser puis poursuit son ascension,.

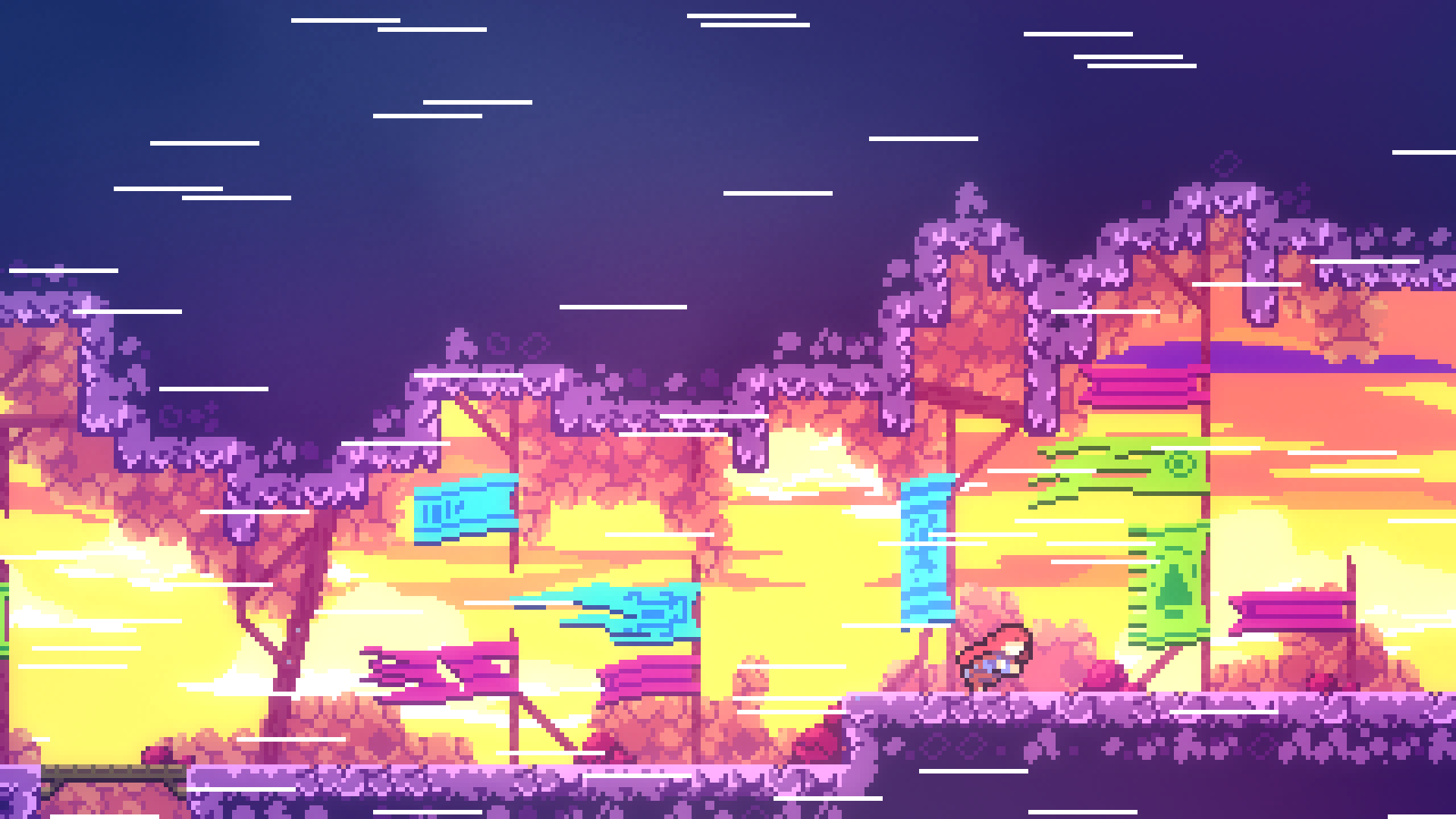
Madeline luttant face aux vents violents du Golden Ridge.

Au Golden Ridge, Madeline rencontre à nouveau la vieille dame. Celle-ci lui dit qu'elle est surprise qu'elle soit arrivée jusqu'ici et lui propose de lui indiquer un raccourci pour redescendre si elle veut abandonner. La protagoniste refuse et, après avoir affronté les vents violents de la crête, elle retrouve Theo près d'un téléphérique. En cours de route, Badeline réapparaît et bloque l'appareil, provoquant une attaque de panique chez Madeline. Theo lui indique comment se calmer et le téléphérique finit par se remettre en marche. Arrivés à un temple ancien. Madeline et Theo sont séparés et piégés dans des miroirs. Madeline réussit à s'échapper et trouve Theo enfermé dans un cristal magique. Des monstres créés à partir des insécurités de Madeline et Theo les attaquent, mais Madeline porte Theo hors du temple et le libère du cristal.

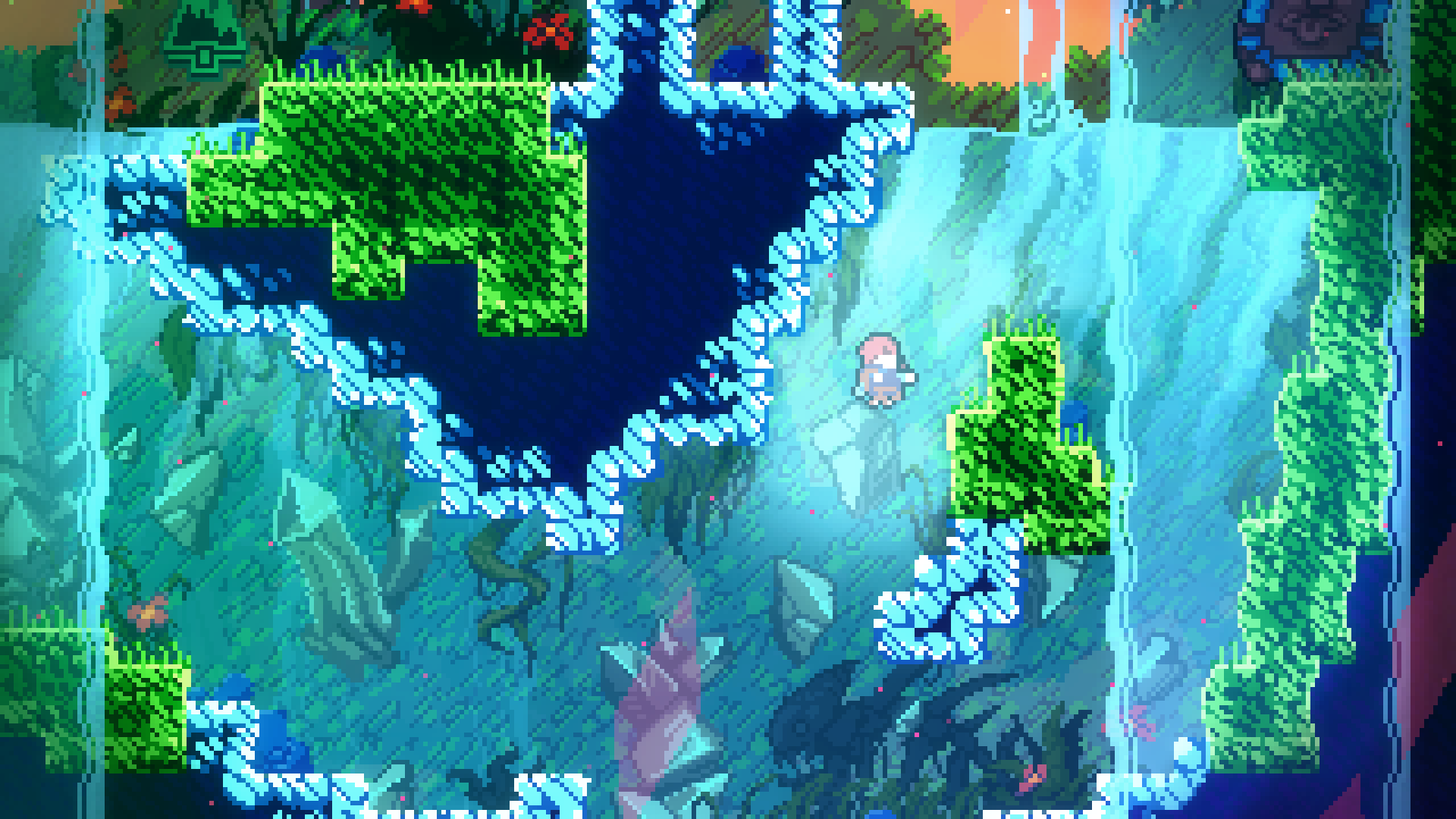
Madeline, retombée dans un plan d'eau au pied de la montagne à la suite d'une dispute avec Badeline.

Madeline et Theo font un feu de camp où elle se confie à lui sur ses problèmes de santé mentale et les interférences de Badeline avant de se reposer. Plus tard dans la nuit, elle cherche son double maléfique et lui exprime son désir de la laisser derrière elle. Dans un accès de colère, Badeline jette Madeline au pied de la montagne, où cette dernière retrouve encore la vieille dame,. Celle-ci suggère que Badeline a peut-être peur et dit que Madeline devrait essayer de lui parler au lieu de l'abandonner. Madeline cherche à nouveau Badeline, s'excuse de l'avoir repoussée et lui promet de gravir la montagne avec elle. Si Badeline s'en prend d'abord à Madeline, elle se ravise finalement et lui pardonne. Madeline et Badeline se recombinent et coopèrent pour rapidement gravir la montagne jusqu'à enfin atteindre le sommet du mont Celeste,.
Un épilogue montre Madeline célébrant son succès avec Badeline, Theo, la vieille dame et M. Oshiro autour d'une tarte aux fraises. La taille de cette tarte et la quantité de fraises qu'elle contient dépendent du nombre de fraises facultativement collectées par le joueur au cours de sa partie. Finalement, dans deux séquences postérieures à la fin de la trame principale, Madeline explore le cœur de la montagne un an après sa première ascension dans le chapitre Core et fait ensuite face au deuil de la vieille dame dans le dernier chapitre Farewell.

## Personnages

### Madeline

#### Description

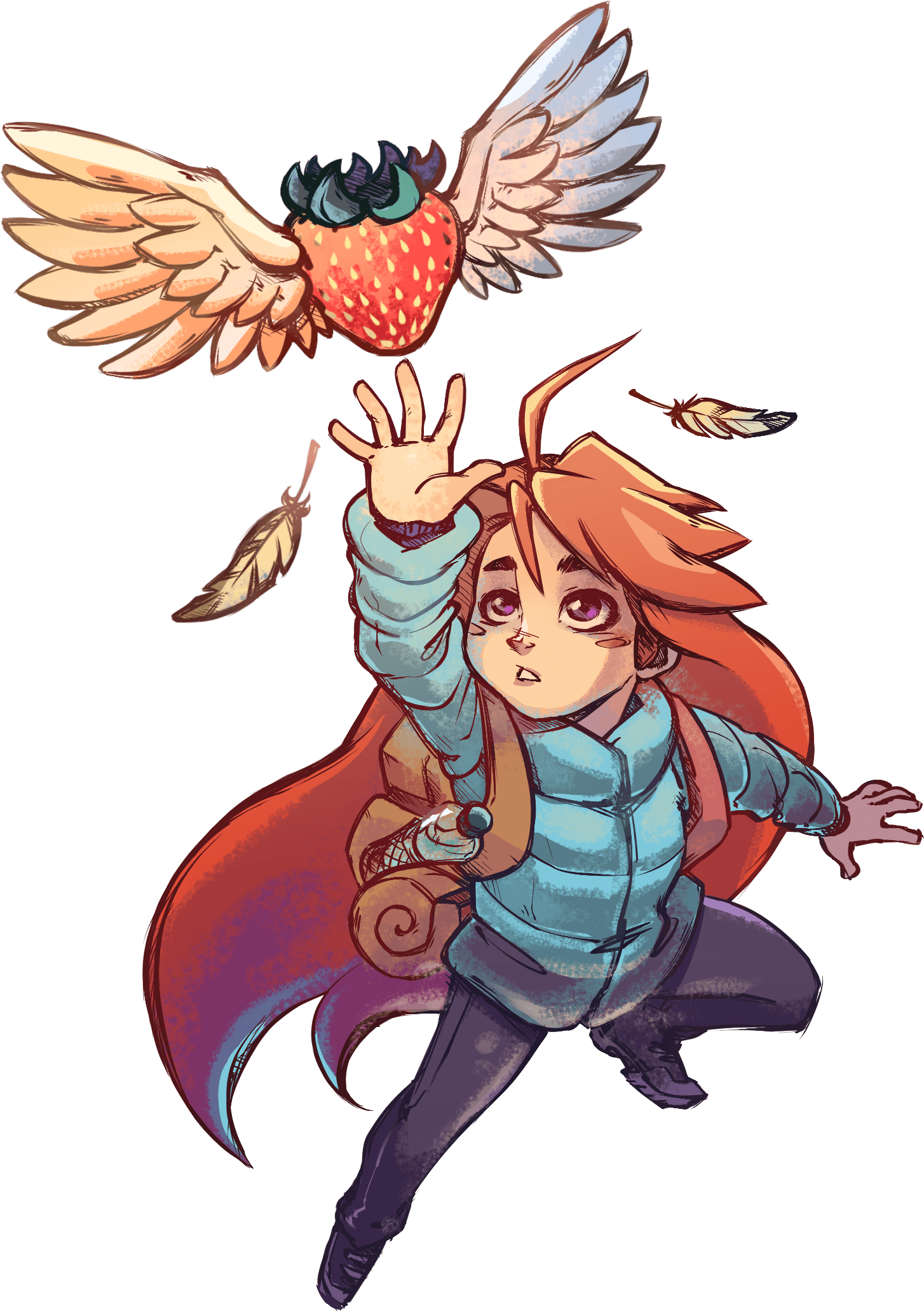
Madeline sur la couverture du jeu, représentée en train d'essayer d'attraper une fraise ailée (un des objectifs secondaires du jeu).

Madeline est la protagoniste du jeu. Elle a pour objectif de gravir le mont Celeste, mais fait face à des problèmes personnels d'anxiété et de dépression pendant cette ascension,. Elle souffre également d'une très forte peur de l'échec, qu'elle chercherait donc à vaincre en grimpant la montagne. Cela se voit notamment dans ses interactions avec la grand-mère, où elle est d'abord polie mais devient agressive dès que ses capacités sont mises en doute.
Son signe le plus distinctif est sa chevelure rousse, celle-ci pouvant néanmoins changer de couleur en cours du jeu pour indiquer qu'un dash a été utilisé,. Peu d'informations sont connues sur sa vie avant les événements du jeu.

#### Réception
Le personnage de Madeline reçoit en général un très bon accueil. Par exemple, Emily Heller de Polygon évoque s'être reconnue en elle, explicitant même qu'il s'agit du « personnage auquel on peut le plus s'attacher de la décennie, du moins pour ceux souffrant d'anxiété et de dépression »,. Jeff Ramos, du même journal, considère quant à lui qu'elle est inspirante en ce qui concerne sa manière de dépasser les obstacles qui se présentent à elle et se reconnaît en elle dans sa façon de gérer son stress. Kyle LeClair du magazine Hardcore Gamer et Jenna d'Autostraddle soulignent quant à eux la qualité du développement du personnage au cours de l'histoire,.

#### Transidentité
Après la sortie du chapitre 9 Farewell en contenu téléchargeable gratuit en octobre 2019, des spéculations sont faites quant à la transidentité de Madeline, notamment parce que sa chambre est ornée d'un drapeau trans, affiche une photo d'elle plus jeune avec les cheveux très courts et qu'une boîte de médicaments est placée près de son lit,. Ces spéculations sont positivement reçues par la communauté LGBT, dont les membres voient ici une forme de normalisation des personnes trans dans la société et les contenus médiatiques populaires. Toutefois, cela crée également une controverse pour des raisons politiques et religieuses, le jeu et le personnage recevant en conséquence des messages de haine sur les réseaux sociaux,. Certains journalistes considèrent que, bien que le jeu donne des indices concernant une possible transidentité, il ne s'agit toutefois que d'une part de l'identité du personnage et pas ce qui la définit principalement.

« Pendant le développement de Celeste, je ne savais pas que Madeline ou moi-même étions trans. Pendant le développement du DLC Farewell, j'ai commencé à avoir une intuition. Après le développement, je sais maintenant que nous sommes toutes les deux trans. »,

— Maddy Thorson

### Badeline

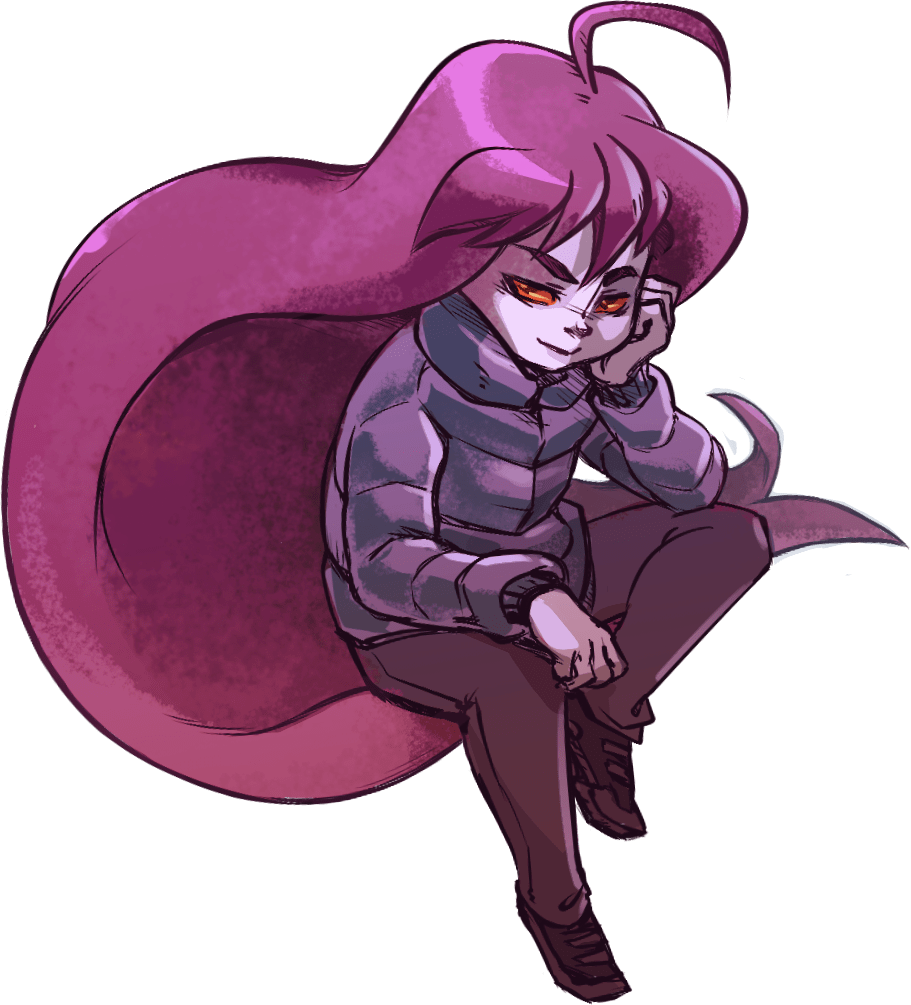
Badeline sur la couverture du jeu.

Badeline — surnom donné par la communauté de joueurs et l'équipe de développement — est une représentation physique hostile de la dépression et de l'anxiété de Madeline, connue sous la dénomination de part of me/you (« part de moi/toi ») dans le jeu,,. Elle n'est initialement qu'une mécanique de gameplay mais, une fois l'histoire plus développée, l'équipe décide finalement d'en faire un personnage à part entière.

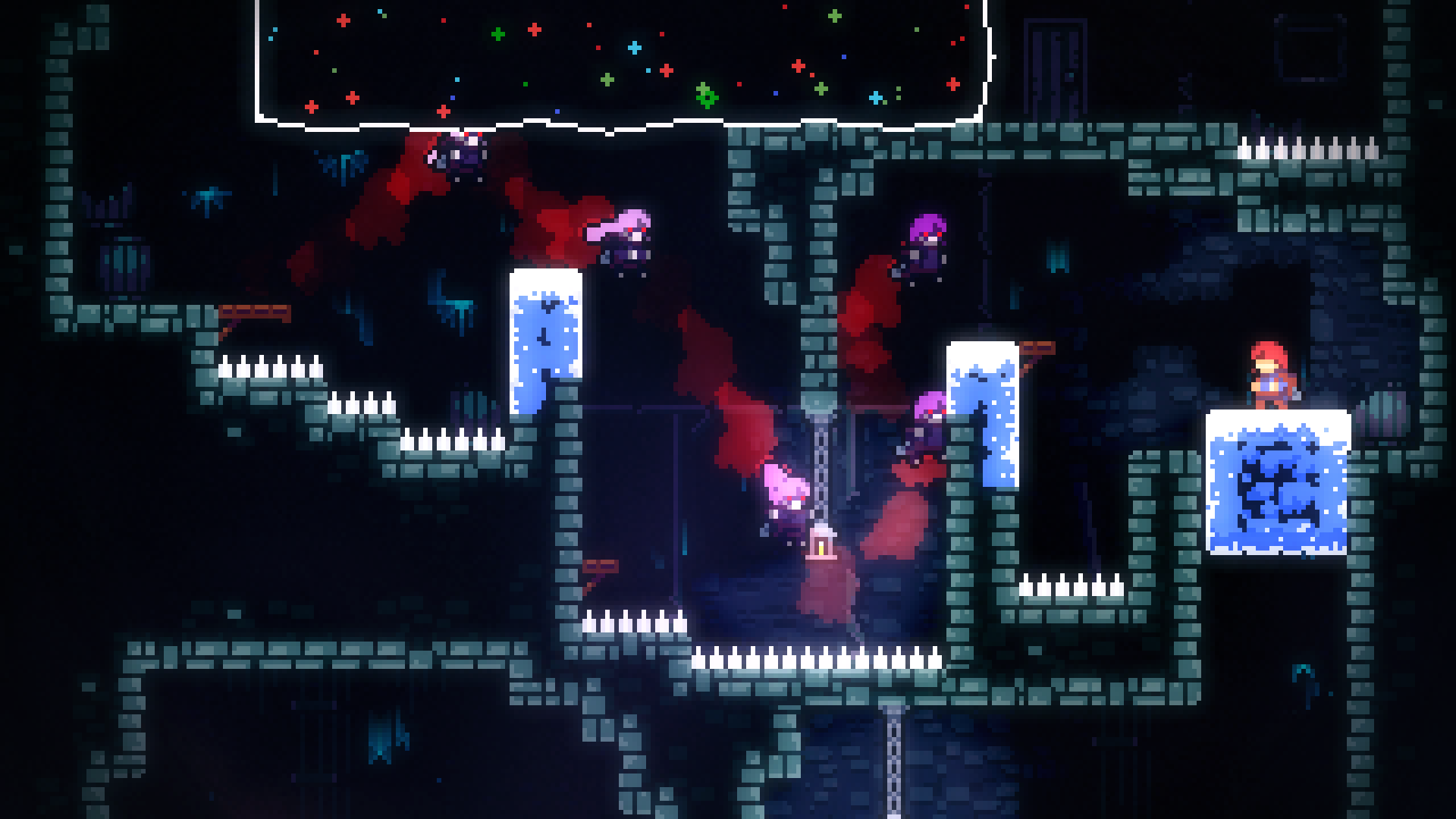
Badeline, reconnaissable à ses yeux rouges, se dédoublant pour poursuivre Madeline.

Elle a une apparence similaire à celle de Madeline, ayant toutefois des cheveux violets, les yeux rouges et des vêtements plus sombres ; elle est ainsi surnommée la « version gothique de Madeline » par Theo. Elle est jugée comme « terrifiante » par les observateurs, notamment de par ses dialogues et, en jeu, par la façon dont elle poursuit le joueur en induisant ainsi une forme de panique. Toutefois, elle reste un personnage sur lequel on peut s'identifier, représentant une forme de « petite voix » interne présente chez chacun,. Une lecture serait qu'elle cherche en réalité à protéger Madeline en l'empêchant de grimper la montagne car elle l'en croit incapable, mais ceci est finalement la source d'un comportement destructeur qui fait souffrir tout son entourage,.
Elle est créée d'après les propres expériences de la créatrice Maddy Thorson,. Cette dernière cite notamment pour exemple la relation toxique de Madeline avec le personnage de M. Oshiro, lorsqu'elle sacrifie sa propre santé pour s'occuper de la maladie de quelqu'un d'autre. Madeline essaie au départ de lutter contre Badeline, ce qui l'amène à chuter de la montagne, mais elle apprend avec le temps à fonctionner avec elle. Pour l'autrice, l'évolution de la relation entre Madeline et Badeline n'est que le début d'un processus, et elle a donc souhaité expliciter que la protagoniste connaît toujours un conflit interne à la fin de la trame principale de l'histoire.

### Theo

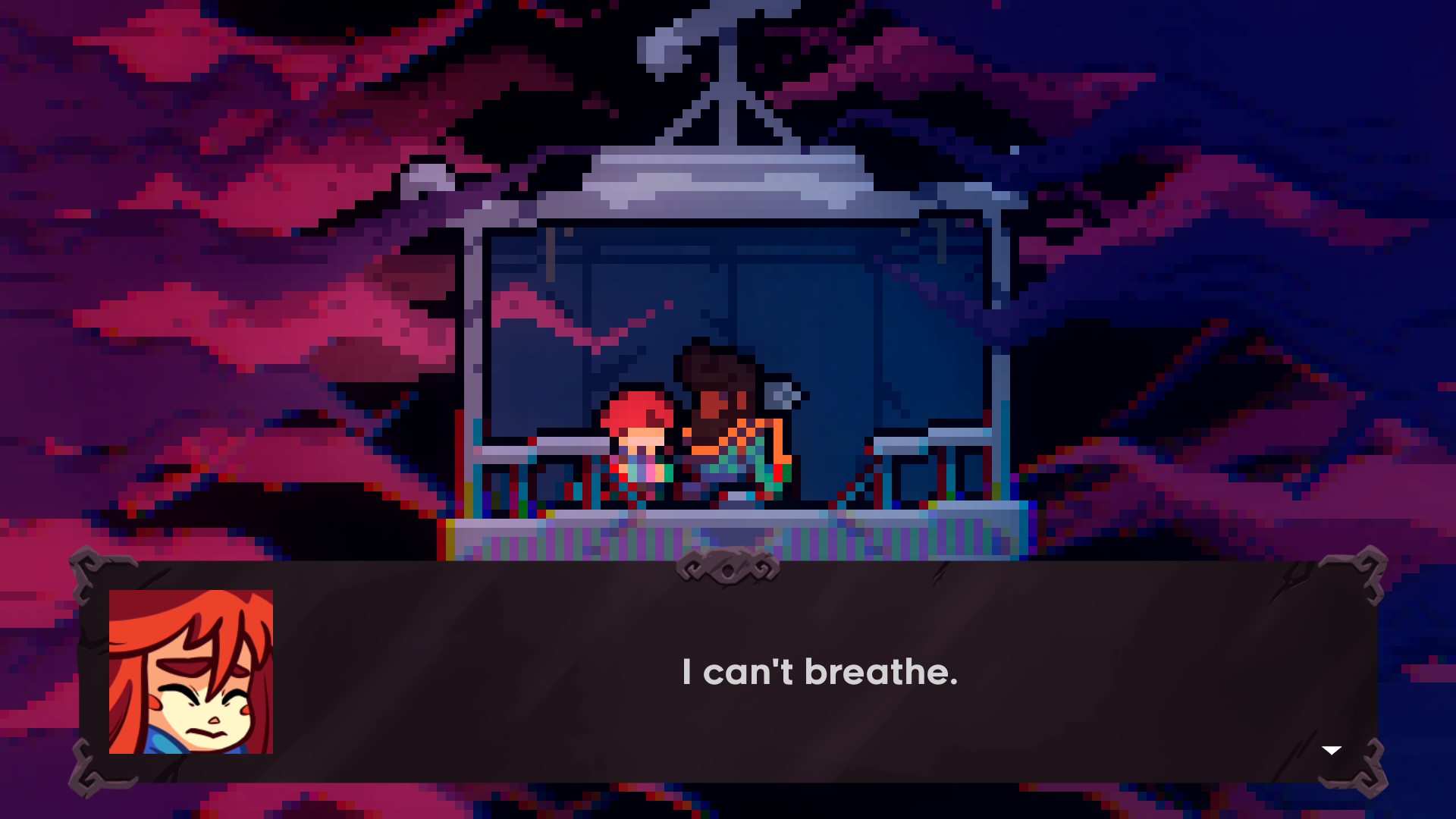
Theo aidant Madeline à se calmer dans le téléphérique en panne.

Theo est un explorateur et alpiniste venant de Seattle. C'est un également un photographe amateur faisant en partie le voyage afin d'augmenter son nombre d'abonnés sur InstaPix, une parodie d'Instagram. Afin de promouvoir le jeu et de fournir un développement plus complet des personnages, l'équipe de développement anime à partir d'avril 2017 un véritable compte Instagram où sont trouvables les photographies et selfies pris par Theo au cours du jeu. Cette quête de célébrité et son apparence d'une forte assurance peuvent être vues comme des moyens de cacher un complexe d'infériorité par rapport à sa sœur, qui contrairement à lui a trouvé un objectif de vie,. 
Il fait office d'ami et de compagnon de voyage aux cours des aventures de Madeline. Cette dernière l'aide notamment à s'échapper de l'hôtel décrépit tenu par M. Oshiro puis Theo aide la protagoniste à faire face à une crise de panique lorsqu'un téléphérique tombe en panne.

### La vieille dame
La vieille dame (en anglais : old lady) est une des rares personnes à habiter sur la montagne Celeste. Elle connaît très bien cette dernière et informe régulièrement Madeline quant à ses pouvoirs et dangers, souvent de manière sarcastique voire méchante,,. 
Son attitude demeure insouciante et elle sert en réalité surtout de support à Madeline pour exprimer ses sentiments et son caractère. Avec l'oiseau qui apparaît également à de plusieurs reprises au cours du jeu comme didacticiel, elle représente une forme de mentor pour la jeune fille.
Elle connaissait le grand-père de Theo et a gravi la montagne avec lui dans sa jeunesse. Dans le dernier chapitre, il apparaît que son prénom serait Celia et qu'elle serait décédée après la trame principale de l'histoire.

### M. Oshiro
M. Oshiro est un fantôme et autre résident de la montagne. Il est le propriétaire décédé depuis longtemps de l'hôtel très délabré Celestial Resort, qu'il dirige toujours malgré le manque de clients et avec une forme de déni sur sa condition actuelle,.
Il souffre d'une certaine forme d'anxiété et de dépression relativement similaire à celle de Madeline,,. Celle-ci se révèle notamment lorsque la jeune fille décide de partir de l'hôtel, rendant le fantôme brutalement violent. Son anxiété est principalement symbolisée par les moutons de poussière rouge qui parsèment le chapitre dans lequel il apparaît.

## Développement

### CELESTE Classic

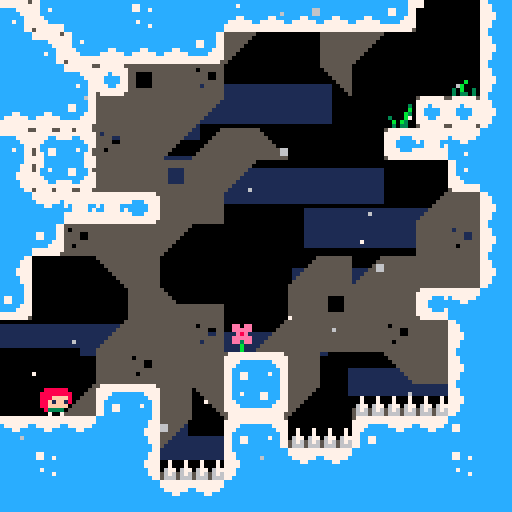
Premier niveau de CELESTE Classic, sur PICO-8.

Les deux principaux développeurs de Celeste, Noel Berry et Maddy Thorson, réalisent le Celeste original sur PICO-8 — depuis connu comme CELESTE Classic — en quatre jours lors d'une game jam en août 2015,. Ce prototype est ensuite inclus dans le jeu final en tant que mini-jeu déblocable dans une salle cachée de l'hôtel Celestial Resort,.
Le résultat est un jeu de plateformes difficile conçu pour le speedrun avec trente niveaux nécessitant de bons réflexes et de la précision, malgré un concept relativement minimaliste en raison des limitations de la fantasy console et du temps très réduit de développement,. 

### Version complète

#### Équipe

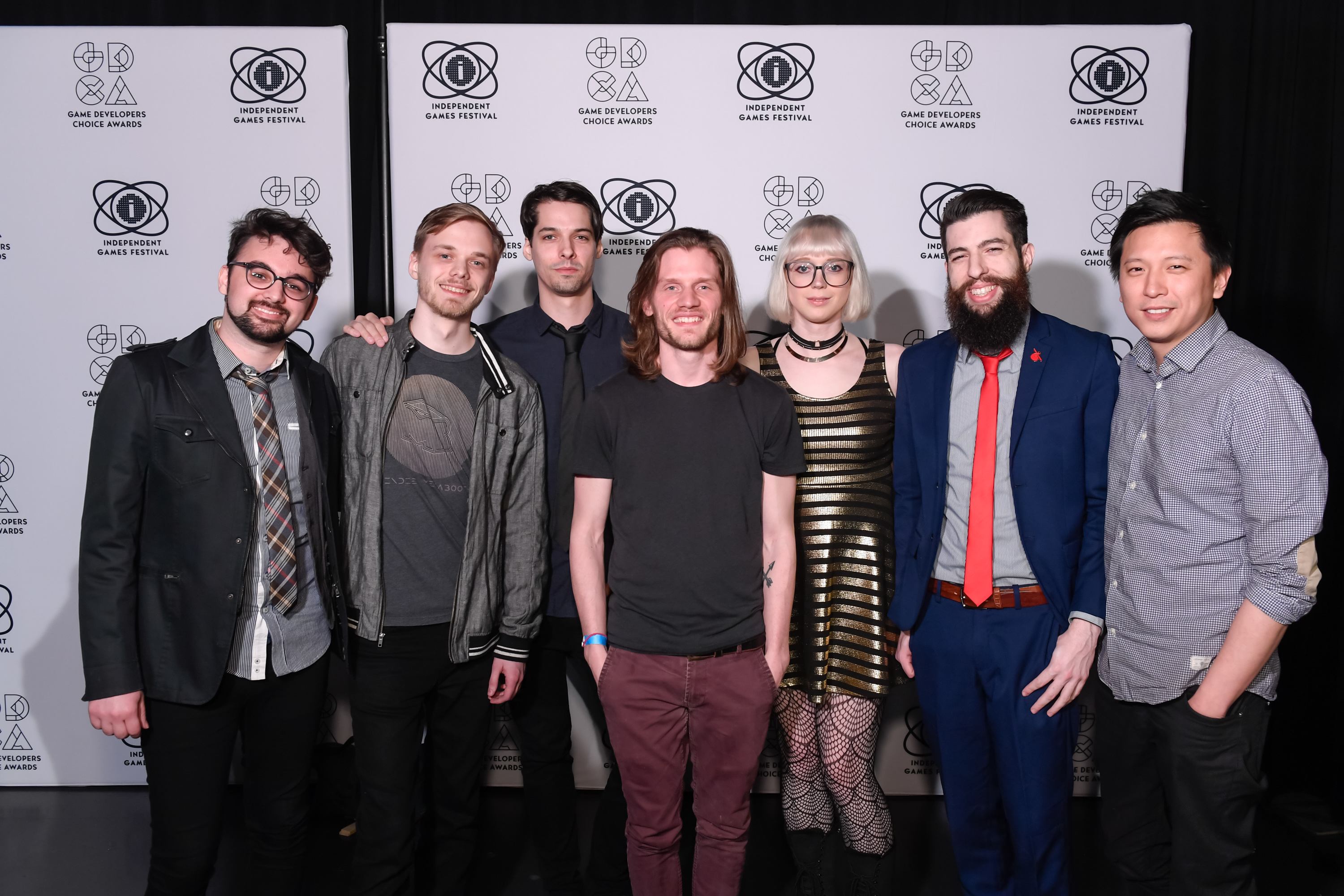
L'équipe de développement, avec Noel Berry (deuxième à gauche) et Maddy Thorson (au centre), en 2018 lors de l'Independent Games Festival se déroulant pendant la Game Developers Conference.

À partir de janvier 2016, Noel Berry et Maddy Thorson décident de réaliser une version plus complète du jeu avec initialement un temps de développement prévu de quelques mois. Toutefois, cet objectif est rapidement revu à la hausse au fur et à mesure que nouvelles idées leur viennent et ils décident finalement d'un jeu avec plusieurs centaines de niveaux répartis entre huit chapitres suivant un scénario,. Le game design, la direction et le scénario sont directement déterminés comme à la charge de Maddy Thorson,.    
Le magazine Kill Screen note dès le début du développement que le jeu s'éloigne de TowerFall — le précédent jeu de Maddy Thorson — et a plus de points communs avec les mécanismes de jeu de leurs anciens jeux ou de leur travail sur Super Mario Maker. Les développeurs se sont notamment inspirés de jeux de plateformes difficiles de l'ère NES et Super Nintendo, comme Super Mario Bros. 3 — une référence à ce dernier jeu est d'ailleurs présente dans le jeu final Celeste sous la forme d'un easter egg,. Maddy Thorson justifie cette inspiration par son enfance, car elle passait beaucoup de temps sur ces jeux difficiles afin d'échapper à ses problèmes et explique qu'elle traversait également une phase mentale difficile pendant le développement,. Eurogamer compare par ailleurs directement Celeste lors de son développement à l'autre jeu vidéo indépendant célèbre pour sa difficulté Super Meat Boy.   
Les deux développeurs principaux impliquent des amis à eux dans la réalisation du jeu complet, par exemple par le biais d'une collaboration avec le studio indépendant Miniboss incluant notamment Amora Bettany — responsable du character design, des affiches de promotion et de l'écriture — et Pedro Medeiros — responsable du pixel art,. Le studio Power Up Audio, dirigé par Kevin Regamey et Jeff Tangsoc, est quant à lui responsable du design sonore,. Ils ont notamment connu ces personnes grâce à de précédentes collaborations pour TowerFall ainsi que d'autres jeux n'ayant parfois pas fini leur développement, comme Skytorn de Noel Berry. La majorité de l'équipe vit à Vancouver pendant le développement, Maddy Thorson et Noel Berry étant d'ailleurs colocataires. 
Des parties du processus de développement sont diffusées en direct sur la plateforme de streaming Twitch.

#### Level design
Les premiers tableaux sont créés afin que le joueur apprenne par l'exemple et sans recours à un texte les règles du monde, notamment l'existence d'obstacles, le nuancier de sauts et le dash, mais aucun réel tutoriel n'est présent à l'exception de l'oiseau montrant la touche pour réaliser le dash. Sont ensuite rapidement introduits dans les premiers tableaux du chapitre 1 des éléments de level design tels que les ressorts et les plateformes amovibles, ainsi que les fraises en tant qu'objectif secondaire. Comme il n'y a pas d'explication écrite, le choix de l'équipe est d'apprendre au joueur les mécaniques nécessaires à la progression grâce au level design. Par exemple, l'astuce de conserver l'inertie des plateformes amovibles pour agrandir la distance de projection est montrée en créant des pièges où le joueur meurt par la faute de cette mécanique, ainsi qu'en plaçant des fraises hors d'atteinte directe.

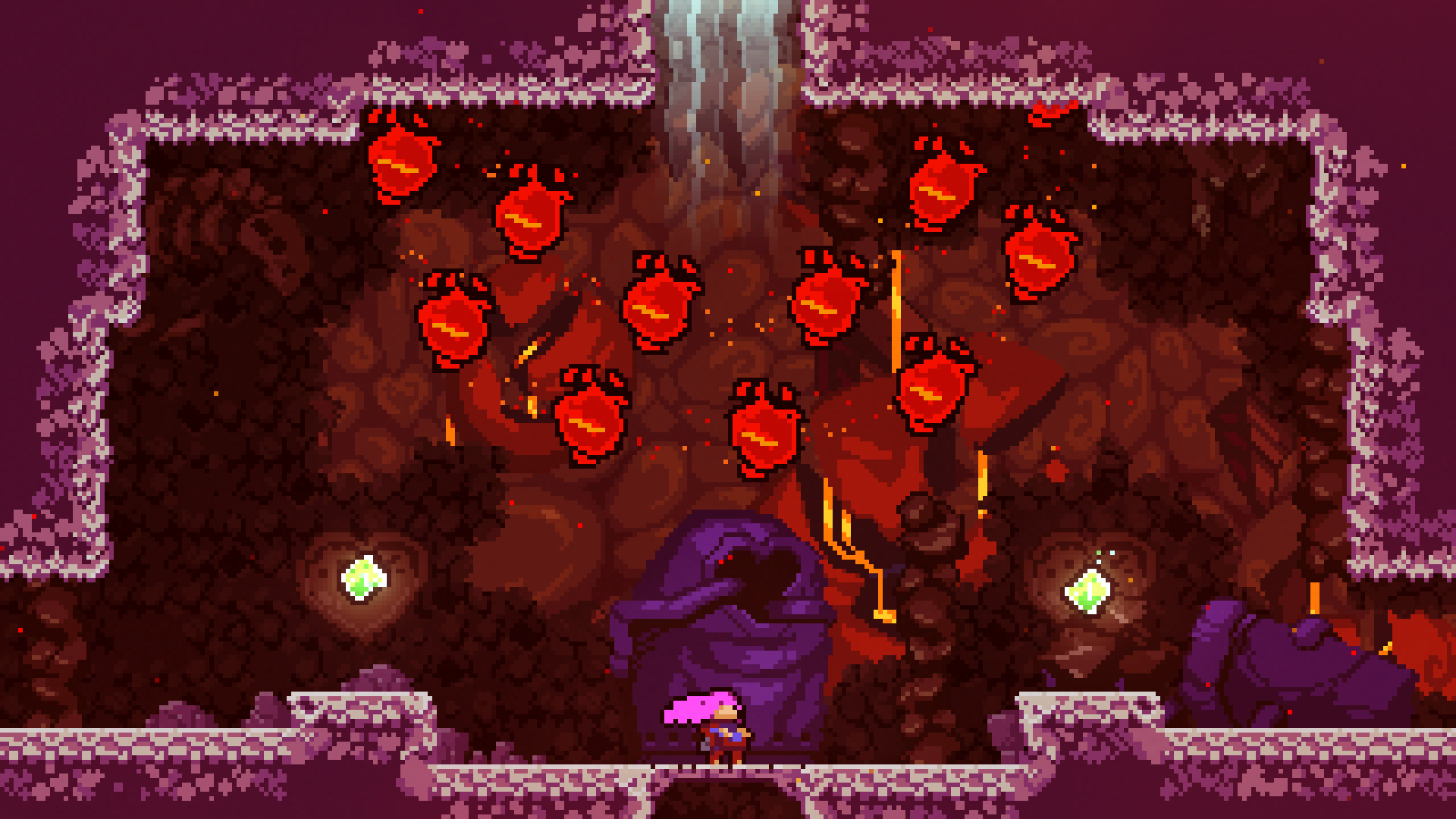
Madeline dans le Core, un chapitre supplémentaire après la fin du jeu où les niveaux sont plus difficiles.

Les développeurs évoquent avoir eu pour volonté que tous les écrans puissent être vus comme des formes de puzzles « solubles » par de nombreux enchaînements différents de sauts, de dash et d'escalade. Maddy Thorson exprime ainsi s'être directement inspirée de l'escalade sportive réelle, où il est possible de choisir une variété de voies en fonction de ses goûts et de ses capacités,. Toutefois, les possibilités de voies demeurent limitées car l'équipe désire tout de même créer un jeu de plateforme ardu où il n'existe pas de solutions disproportionnellement faciles en comparaison de ce qui est attendu du niveau. Par ailleurs, les niveaux sont généralement conçus afin qu'il soit explicite que certaines voies sont impossibles à emprunter, — par exemple en surélevant des pics, ou en éloignant encore plus une plate-forme censée rester inaccessible — afin que le joueur ne persiste pas sans chance de réussite et n'en conçoive donc pas de frustration.
Afin de permettre une certaine rejouabilité et de laisser des défis pour les meilleurs joueurs — dont les speedrunners —, des raccourcis ou des voies nécessitant des techniques non enseignées au joueur sont envisagés dans le level design dès le développement. Les niveaux (ou écrans) sont d'une façon générale laissés relativement courts afin de ne pas devenir trop répétitifs lorsque le joueur devra les refaire à de multiples reprises à la suite de ses échecs. À l'inverse, les niveaux sont volontairement longs dans les phases de l'histoire où les développeurs souhaitent faire monter un sentiment de panique et de stress chez le joueur en le forçant à recommencer de très loin, comme lors des poursuites avec des boss tels que Badeline ou M. Oshiro.
Le choix du pixel art comme style graphique n'est pas qu'une contrainte esthétique et permet aussi aux niveaux d'être conservés en mémoire RAM, ce qui augmente considérablement la vitesse de chargement et donc diminue le temps d'attente du joueur lors de ses nombreuses morts. Cela présente de plus un intérêt lors du développement, facilitant pour l'équipe la création rapide d'un level design précis pixel par pixel grâce à des maquettes,. Une attention particulière est d'ailleurs apportée au lien entre difficulté d'un niveau et environnement : afin d'aider le joueur à se concentrer, plus un niveau est difficile et plus ses décors restent en général sobres.

#### Contrôles
Selon Mark Brown, dans Game Maker's Toolkit, les contrôles de Celeste sont « rigoureux, précis et sensibles »,. Ils sont parfois comparés à ceux de TowerFall, notamment en ce qui concerne les mouvements de base et le dash, bien que les deux jeux soient dans des genres différents. 

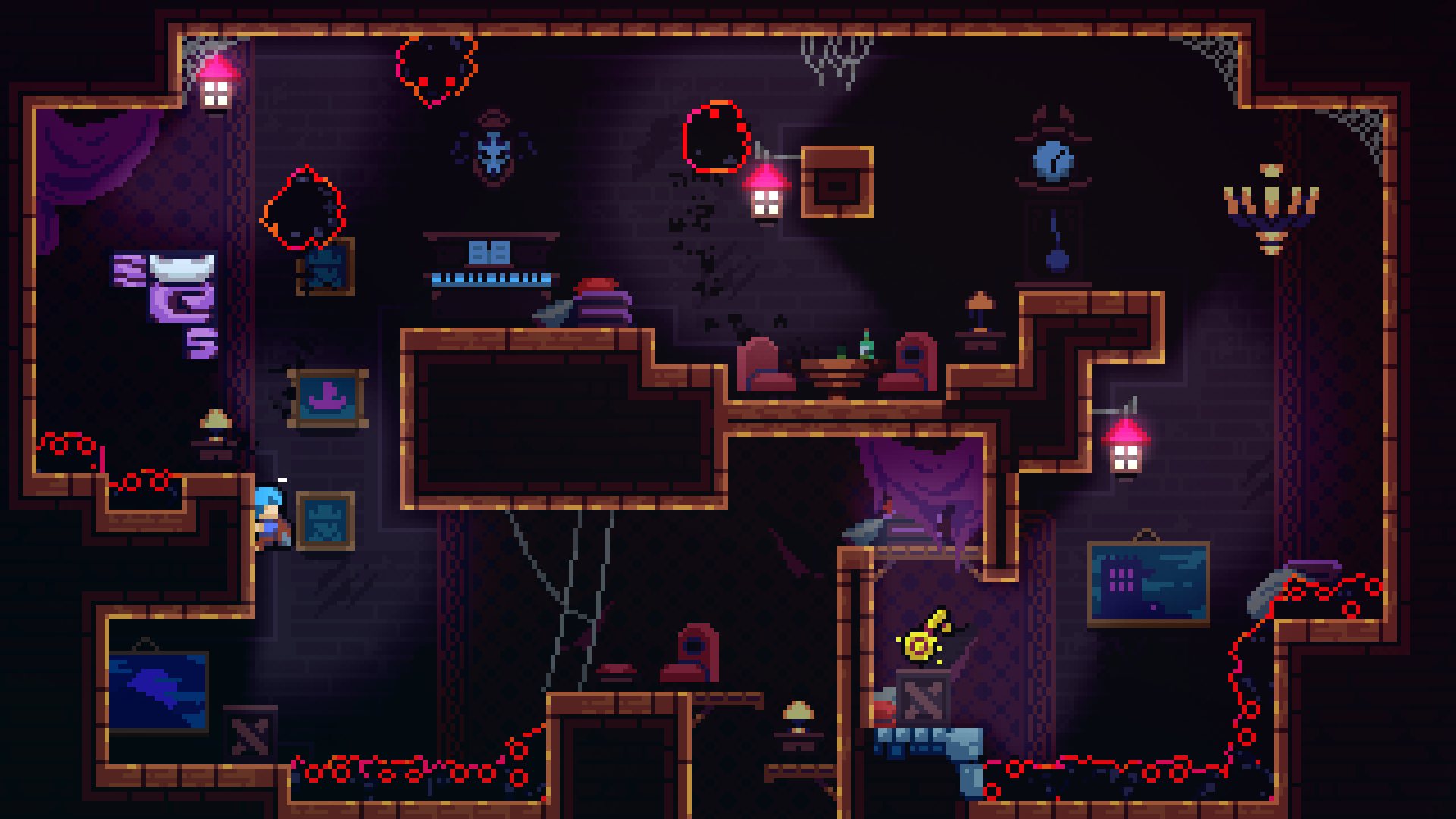
Madeline grimpant sur une paroi. On observe une goutte de sueur indiquant que son endurance diminue.

Cela se retranscrit notamment par les très rapides accélérations jusqu'à la vitesse maximale puis décélérations jusqu'à l'arrêt de Madeline afin de donner plus de contrôle au joueur, tout en conservant un aspect humain dans ses mouvements. De plus, la hauteur et la durée des sauts du personnage sont relativement basses en comparaison avec d'autres jeux de plateformes comme Super Mario Bros. 2 ou Super Meat Boy, avec par exemple un saut de seulement trois fois la hauteur de Madeline. Finalement, les très importants frottements une fois en l'air permettent au personnage de tomber à la verticale dès que le stick directionnel n'est plus incliné et donc au joueur de facilement viser les plateformes.  
D'une façon générale, la physique du jeu est intégralement codée par Noel Berry et Maddy Thorson, ceux-ci modifiant entre autres la constante gravitationnelle au fur et à mesure du développement et des beta-tests, où les paramètres sont modifiés en direct en fonction des sentiments du joueur,. Les capacités spéciales sont également adaptées afin d'améliorer le confort de jeu, le dash projetant par exemple Madeline à sa vitesse maximale dans une direction mais cela n'est le cas que pour les premiers quinze centièmes de seconde, après quoi le joueur peut totalement reprendre le contrôle et nuancer le mouvement,. Une mécanique où Madeline devait reprendre son souffle pendant quelques secondes après avoir épuisé son endurance en grimpant sur une paroi a un temps existé dans le code mais a finalement été totalement supprimée car elle se révélait ennuyante pour le joueur. L'objectif principal est ainsi que le mouvement de Madeline soit agréable et amusant en lui-même, les développeurs citant par exemple en inspiration Super Mario Sunshine, où des déplacements sans objectif précis restent intrinsèquement distrayants.
Des exceptions sont présents dans le code sans être explicites pour le joueur afin de lui donner plus de chances de réussir certaines actions,. La plus célèbre est le « coyote time » (d'après Vil Coyote, le personnage des Looney Tunes), une tolérance de quelques frames après que Madeline ait quitté un rebord pour déclencher un saut plutôt que de tomber immédiatement,,. D'autres cas spéciaux incluent la modification de la direction d'un dash pour contourner les coins, les masques de collision (hitbox) relativement réduites des pics, l'indulgence de quelques pixels pour un saut mural, ou encore la mémorisation d’une commande de saut même si elle est faite peu avant de toucher le sol,. D'après Maddy Thorson, tous ces éléments font partie de la prise en main de Celeste et rendent le jeu plus indulgent pour les joueurs, souhaitant en général leur réussite,.

« Il s'agit de travailler sur l'intention du joueur plutôt que de faire [du jeu] une simulation précise d'appui sur des boutons au bon moment »,

— Maddy Thorson

#### Accessibilité
Le jeu est reconnu comme ayant plusieurs éléments de jeu de plateformes qui semblent difficiles, impliquant souvent des combinaisons de sauts multiples, de dashs, de sauts muraux et d'autres capacités, mais le travail réalisé sur les contrôles implique qu'il reste pourtant considéré comme accessible,. 
Par ailleurs, un mode assisté (en anglais : assist mode) est aussi disponible afin de mieux faire correspondre la difficulté avec les capacités du joueur en lui permettant de modifier la physique du jeu. Celui-ci permet par exemple de changer la vitesse du jeu, de donner des dashs illimités, de rendre le personnage invincible voire de passer un chapitre entier,. Après avoir franchi toutes les faces C, le joueur peut accéder à un menu appelé « Variantes » fournissant des possibilités de modification de la physique du jeu encore plus avancées que le mode assisté.

#### Styles graphique et sonore
Visuellement, plusieurs styles graphiques sont adoptés avec une esthétique 8 bits pour les phases de gameplay, des modèles en 3D pour l'écran titre et des illustrations dessinées pour les représentations de personnages pendant les phases de dialogue ainsi que les tableaux de fin de chapitre. 

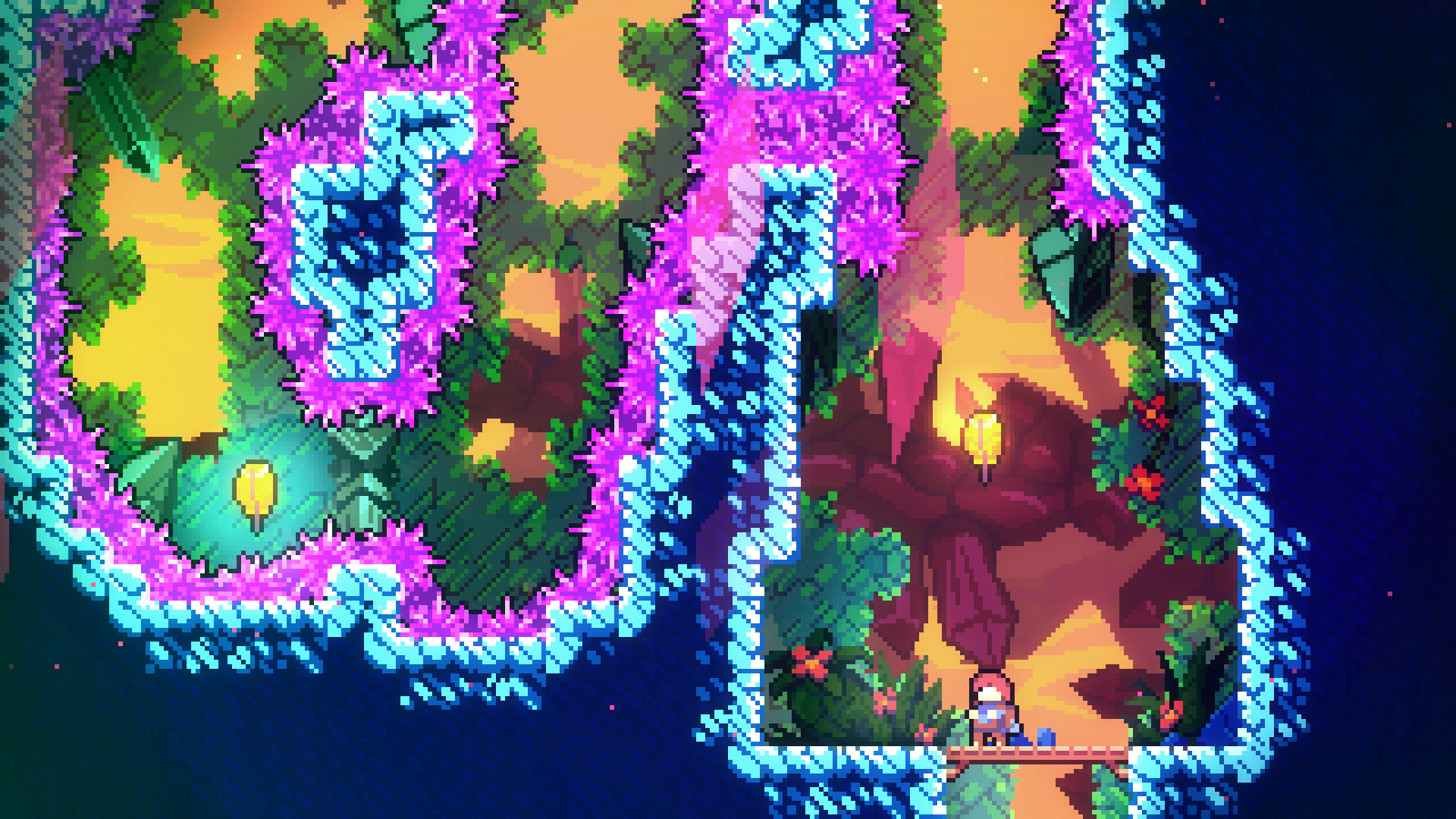
Celeste adopte une esthétique 8 bits lors des phases de gameplay.

D'après Le Monde, Noel Berry s'inspire de ce qui avait déjà été fait dans Towerfall en parvenant à donner de l'expression et de l'âme à un pixel art relativement simple, en cachant par exemple de nombreux détails dans le décor. Noel Berry cite lui-même comme principales inspirations pour le design Donkey Kong Country 2, Metroid, Super Mario et Kero Blaster. Pedros Medeiros, responsable du pixel art, tire lui des parallèles avec le mouvement impressionniste en exprimant comment le joueur parvient à voir sur Madeline un visage alors qu'elle en est en réalité dépourvu, celui-ci ne consistant que de quatre pixels. Finalement, Celeste incarne pour Wired la renaissance du pixel art, restant populaire malgré les puissances de calcul contemporaines et sans pour autant que cette pertinence ne soit due qu'à une simple nostalgie.
Le style emprunte aussi au dessin animé afin de retranscrire le mouvement. Ainsi, la sensation de mouvement de Madeline est amplifiée par le léger écrasement du personnage au moment du saut et de l’atterrissage, ainsi que par de légères traînées de poussières en fonction de la surface. La vitesse du dash est amplifiée par une traînée d’ombres et par une légère vibration de l’écran lors de son initiation. Tous ces détails graphiques sont essentiels à rendre le déplacement du personnage agréable, selon Mark Brown.
Les dialogues sont intégralement sonorisés avec un synthétiseur sur FL Studio d'une manière à ce qu'ils ressemblent tout de même à des voix humaines, notamment en imitant les formants — extremums caractéristiques du spectre sonore dépendant des voyelles — et en adaptant le ton en fonction de la personnalité du locuteur en jeu,. Des modulations sont ensuite faites à la hauteur du son en fonction de l'émotion qui doit être transmise,. 
En ce qui concerne la conception sonore de Kevin Regamey, elle est adaptée directement sur la musique de Lena Raine afin d'aboutir à une ambiance sonore cohérente,. Les cues entre la musique et le gameplay sont également décidés en étroite collaboration entre les deux membres de l'équipe pour être implémentés dans l'outil FMOD, avant d'être utilisés dans des scripts à chaque niveau,. Le designer audio cache par ailleurs un easter egg dans Celeste en incluant un sample de la Summer Games Done Quick 2019 lors de la présentation en jeu du wave dashing au sein du DLC Farewell.

#### Outils
Selon le générique de fin et Noel Berry, le jeu est codé en C# et développé avec XNA (pour Windows), FNA (pour macOS et Linux) et MonoGame (pour Xbox One, Nintendo Switch et PlayStation 4),,. Les développeurs utilisent également FMOD pour les effets sonores,. 
L'équipe publie en mai 2018 l'intégralité des fichiers sons du jeu, ceux-ci pouvant être réutilisés par d'autres développeurs pour d'autres projets. Cette décision permet ensuite à la communauté des joueurs de pouvoir créer de nombreux mods plus facilement. Les sprites en pixel art sont quant à eux réalisés grâce à Aseprite. D'une façon générale, tous les outils nécessaires à la conception du jeu sont rendus publics par l'équipe sur leur site internet. 

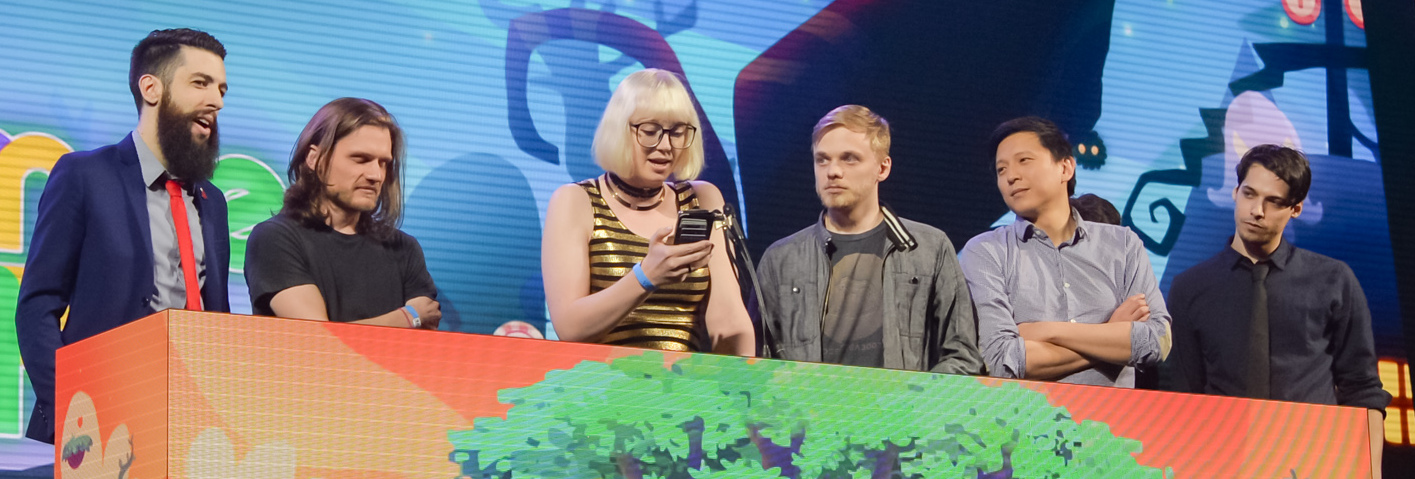
L'équipe de développement à l'Independent Games Festival en 2018 avec, de gauche à droite, Kevin Regamey, Maddy Thorson, Lena Raine, Noel Berry, Jeff Tangsoc et Joey Godard.

### Sortie
Le jeu fait l'objet d'une démo déjà remarquée dans le cadre de l'Indie Megabooth à la conférence Penny Arcade Expo de Seattle en août 2016,.
Initialement prévue pour l'été 2017, la sortie est finalement repoussée à janvier 2018. Ainsi, Celeste réalise une sortie simultanée sur de nombreux supports le 25 janvier 2018 : Nintendo Switch, PlayStation 4, Xbox One, Windows, Linux et macOS,. Le jeu sort plus tard sur Google Stadia le 28 juillet 2020, devenant finalement un jeu gratuit par le biais de Stadia Pro le 1er octobre.
Le jeu reçoit une édition collector limitée le 1er janvier 2019, contenant par exemple une peluche de fraise,. 
Le 9 septembre 2019, le contenu téléchargeable constituant le neuvième chapitre, Farewell, est publié gratuitement bien que la durée pour le terminer soit similaire à celle du jeu précédant entier. Ce dernier comprend cent nouveaux niveaux et quarante minutes de musiques inédites,. Le niveau de difficulté y est fortement augmenté par rapport au jeu de base, Le Monde jugeant par exemple que « ce neuvième chapitre pourra rebuter même certains passionnés de Celeste »,. Les développeurs précisent immédiatement qu'il s'agit du dernier ajout au jeu et qu'aucune suite n'est prévue car les membres de l'équipe comptent passer à d'autres projets,. Notamment, le studio Extremely OK Games annonce en 2021 travailler sur un prochain jeu nommé Earthblade sans donner plus de précisions sur une potentielle date de sortie,.
Le 25 janvier 2021, pour le troisième anniversaire de la sortie de Celeste, une suite à la première version CELESTE Classic est rendue disponible gratuitement. Intitulée Celeste 2: Lani's Trek, elle met en scène une nouvelle protagoniste appelée Lani disposant d'une nouvelle capacité : un grappin remplaçant le dash de Madeline,.
L'équipe de développeurs soumet Celeste à plusieurs reprises dans des programmes caritatifs de vente massive de jeux indépendants, d'abord en 2020 en soutien à la National Association for the Advancement of Colored People lors de violences raciales aux États-Unis puis en 2022 en réaction à l'invasion de l'Ukraine par la Russie.

## Musique

### Conception

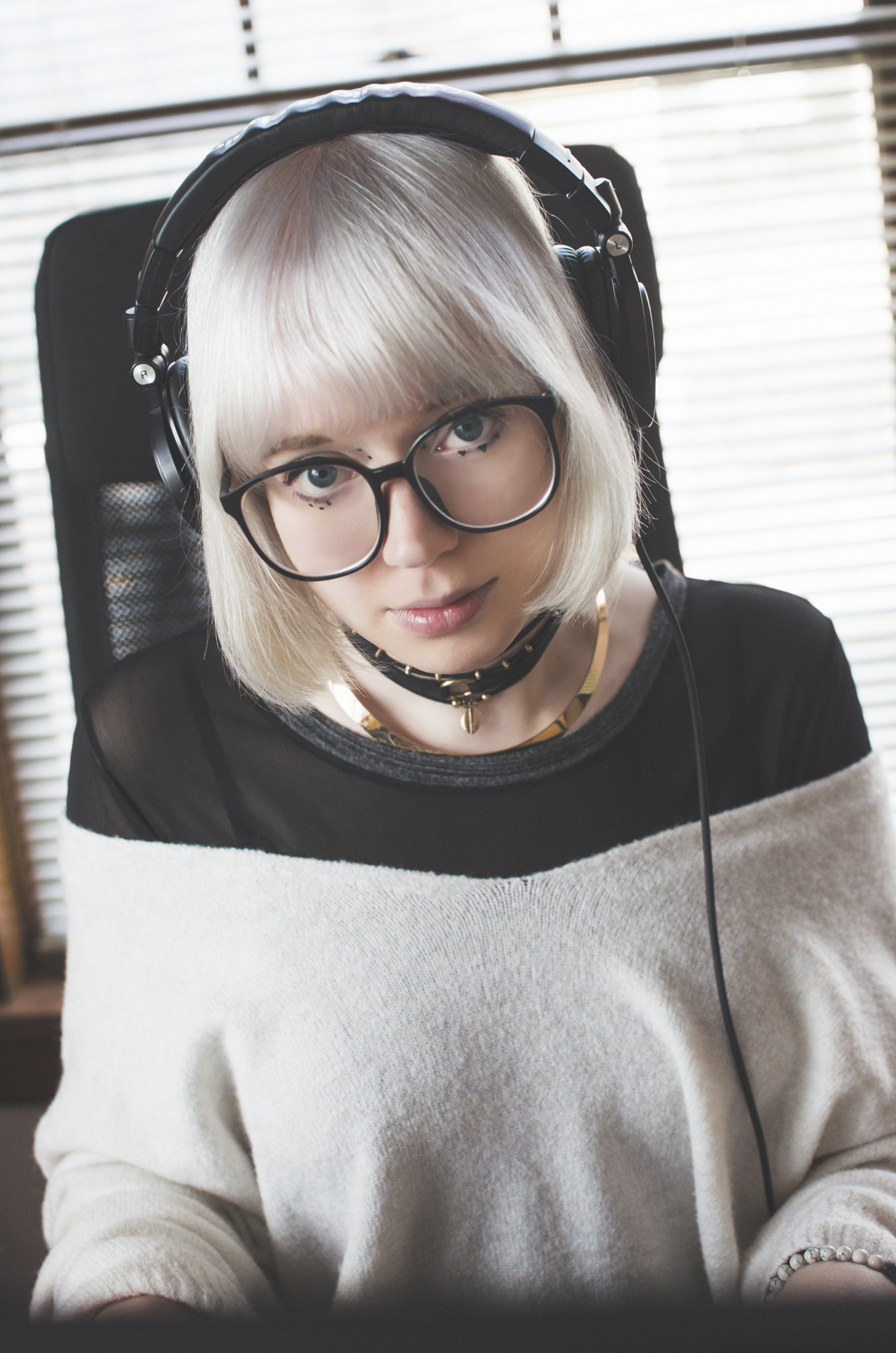
Lena Raine en 2018.

La musique du jeu est composée par Lena Raine, que Maddy Thorson et Noel Berry ont découvert sur SoundCloud puis rencontré à une Game Developers Conference. Elle indique que son intention principale est de transposer les sentiments et émotions de Madeline, afin que les joueurs puissent être en phase à tout instant avec son état d'esprit,. Lors de la composition, elle utilise notamment l'outil MASSIVE : cela donne une touche nostalgique à la bande son, toutefois elle évoque que ce n'est pas intentionnel mais qu'elle souhaitait surtout obtenir un son qui « résonne en [elle] » et qui adopte une esthétique Lo-fi. De nombreuses mélodies et thèmes sont rappelés ou permutés dans différentes musiques du jeu, ce qui permet d'obtenir une cohérence d'ensemble,.
Puisque Celeste traite de l’anxiété, le jeu cherche le juste milieu entre un environnement stressant mais suffisamment relaxant pour ne pas étouffer le joueur. La musique entre dans ce cadre en restant relativement calme, sauf dans le contexte des séquences de poursuite avec un boss où elle devient plus chaotique afin d’accentuer la détresse chez le joueur,. Lena Raine est par ailleurs directement impliquée avec l'équipe de développement, jouant aux niveaux avant qu'ils ne soient finalisés afin que le level design puisse influencer la structure musicale,. 
Lena Raine reconnaît en interview également souffrir d’anxiété, ce qui implique qu’elle évoque s’être identifiée à Madeline et cherchait donc à retranscrire du mieux qu’elle pouvait ces sentiments musicalement, notamment dans la scène du téléphérique afin de crisper le joueur,. Pour créer le malaise, elle utilise aussi des séquences de sa voix passées à l’envers dans le Temple Miroir pour illustrer la perte de contrôle de Madeline et Theo.
Chaque instrument représente généralement un personnage dans les musiques du jeu : le piano pour Madeline, la guitare pour Theo et le synthétiseur pour Badeline,,,. Par exemple, la composition de Resurrections, la musique illustrant la rencontre entre Madeline et Badeline, commence avec uniquement des notes de piano puis la présence du synthétiseur augmente de plus en plus à mesure que Badeline approche. Cette progression dans la musique en fonction du gameplay apparaît aussi dans Scattered and Lost qui accompagne le chapitre 3, où de nouveaux instruments sont ajoutés à mesure que l’hôtel est rangé par Madeline : un thérémine apparaît, ensuite remplacé par un synthétiseur puissant et finalement le retour du thérémine en complément du synthétiseur.
Lena Raine est par la suite aidée par plusieurs autres artistes pour la conception des musiques de niveaux supplémentaires, telles que les faces B. Toutefois, après que Lena Raine a cédé les droits de distribution au label Materia Collective, certains de ces artistes se plaignent en 2021 de ne jamais avoir reçu leurs redevances,.

### Produits dérivés
En novembre 2018, un album officiel de berceuses inspiré des musiques du jeu est publié. Il s'intitule Prescription for Sleep: Celeste et est réalisé par Lena Raine en coopération avec d'autres compositeurs de jeux vidéo, dont la violoniste Maiko et le duo GENTLE LOVE.
En janvier 2019, au moment du premier anniversaire de la sortie du jeu, le label Materia Collective publie un album officiel de reprises au piano intitulé Celeste Piano Collections,. 
Une première édition de la bande originale est publiée en 2019 sous un format en trois vinyles. Elle est republiée dans une édition vinyle de six Long play en novembre 2021, incluant notamment sur trois vinyles supplémentaires les bande sons des faces B et du chapitre additionnel Farewell.

## Accueil

### Critique
Selon l'agrégateur de critiques Metacritic, Celeste reçoit une « acclamation universelle » (note supérieure ou égale à 90/100) sur la quasi-totalité des supports du jeu — à l'exception de la version PC —, traduisant une réception extrêmement positive de la part de la presse spécialisée,,.
La note maximale lui est attribuée par des sites et magazines tels que Destructoid, IGN et Nintendo Life,,. Kevin Mersereau, de Destructoid, qualifie notamment Celeste d'« expérience de jeu essentielle » et déclare : « pour la première fois depuis des lustres, je n'ai absolument rien à redire »,. Tom Marks, d'IGN, fait l'éloge de l'histoire du jeu et de la façon dont elle s'est mêlée au gameplay : « la lutte de Madeline m'a profondément touché et j'ai éprouvé de l'empathie pour elle d'une manière à laquelle je ne m'attendais pas. »,. Jon Cousins de Nintendo Life justifie finalement cette note par le fait que Celeste soit le « sommet absolu de l'exploration et de la découverte personnelles sur Nintendo Switch »,.
Kyle LeClair, du magazine Hardcore Gamer, oppose Celeste à des jeux de plateformes réputés pour leur difficulté comme Cuphead ou Super Meat Boy — voire dans d'autres genres telle que la série des Dark Souls — car plutôt qu'être pessimiste en essayant de décourager le joueur lorsqu'il échoue, le jeu a un ton généralement optimiste et incite à persévérer. Shaun Prescott de PC Gamer compare quant à lui Celeste à Ori and the Blind Forest dans la mesure où il est possible de déplacer son personnage d'une façon grâcieuse proche du « ballet » — critiquant toutefois les niveaux impliquant du vent — et à The End Is Nigh dans son approche à la difficulté qui n'est « pas une simple caractéristique axée sur la longévité, mais un moyen essentiel pour faire comprendre au joueur en quoi consiste le jeu »,.
En ce qui concerne la presse vidéoludique francophone, aussi bien Canard PC que Gameblog, Gamekult et Jeuxvideo.com notent le jeu avec un équivalent de 9/10,,,. Si Thomas Pillon pour Gameblog relève notamment les variations de level design de chaque chapitre permettant un « émerveillement continu et un challenge sans cesse renouvelé », Gauthier Andres de Gamekult félicite quant à lui l'esprit bienveillant du titre symbolisé par ses écrans de chargement tels que : « Ton compteur de morts est une fierté, il faut le chérir car c'est en tombant qu'on apprend ». Ce dernier et Clementoss, de Jeuxvideo.com, justifient néanmoins ne pas avoir donné la note maximale en raison de légers problèmes de contrôle à la manette et d'un manque de mécaniques vraiment nouvelles ajoutées au cours du jeu,.
La musique du jeu est en elle-même très chaudement reçue par la presse. Elle est ainsi parmi les dix meilleures de l'année 2018 selon le magazine Fact mais également dans les sélections des meilleures bandes son de jeux vidéo des dernières années pour Keen Gamer et Pitchfork, voire de tous les temps selon Digital Trends.
Les journalistes spécialisés dans le jeu vidéo nomment Celeste parmi les meilleurs jeux de l'année 2018,,,. C'est également le cas de la presse généraliste; avec par exemple l'équipe Pixels du journal Le Monde qui le nomme « jeu de l'année 2018 ». Finalement, Polygon nomme le jeu quarantième parmi les cent meilleurs de la décennie 2010 et The Hollywood Reporter le place aussi son top 20 de la décennie.

### Récompenses
Le jeu remporte les prix du « meilleur jeu à message positif » et du meilleur jeu indépendant lors des Game Awards 2018, tout en étant nommé dans la catégorie du meilleur jeu de l'année lors de la même cérémonie,. À l'Independent Games Festival 2018, il est nommé dans la catégorie « Excellence Audio » et remporte le prix du public,.
Il remporte par ailleurs aux D.I.C.E. Awards 2019 les prix du jeu de l'action de l'année ainsi que celui du meilleur jeu indépendant,, et reçoit aux Game Developers Choice Awards 2019 le prix de la meilleure musique,. Il est finalement nommé dans cinq catégories différentes aux British Academy Video Games Awards 2019, dont celle du meilleur jeu.
| Liste des prix et nominations de Celeste | Liste des prix et nominations de Celeste                   | Liste des prix et nominations de Celeste  | Liste des prix et nominations de Celeste |
| Année                                    | Prix                                                       | Catégorie                                 | Résultat                                 |
| ---------------------------------------- | ---------------------------------------------------------- | ----------------------------------------- | ---------------------------------------- |
| 2018                                     | Prix de la National Academy of Video Game Trade Reviewers  | Partition originale Light Mix             | Nomination                               |
| 2018                                     | Independent Games Festival Awards,                         | Excellence Audio                          | Nomination                               |
| 2018                                     | Independent Games Festival Awards,                         | Prix du public                            | Lauréat                                  |
| 2018                                     | Golden Joystick Awards,                                    | Meilleur jeu indépendant                  | Nomination                               |
| 2018                                     | Golden Joystick Awards,                                    | Jeu de l'année « Ultimate »               | Nomination                               |
| 2018                                     | The Game Awards 2018,                                      | Meilleure musique                         | Nomination                               |
| 2018                                     | The Game Awards 2018,                                      | Meilleur jeu                              | Nomination                               |
| 2018                                     | The Game Awards 2018,                                      | Meilleur jeu à message positif            | Lauréat                                  |
| 2018                                     | The Game Awards 2018,                                      | Meilleur jeu indépendant                  | Lauréat                                  |
| 2018                                     | Gamers' Choice Awards                                      | Jeu favori du public                      | Nomination                               |
| 2018                                     | Gamers' Choice Awards                                      | Jeu solo favori du public                 | Nomination                               |
| 2018                                     | Gamers' Choice Awards                                      | Jeu indépendant favori du public          | Nomination                               |
| 2018                                     | Titanium Awards                                            | Meilleur jeu indépendant                  | Nomination                               |
| 2018                                     | Australian Games Awards                                    | Meilleur jeu indépendant                  | Nomination                               |
| 2018                                     | Game Informer                                              | Jeu du mois d'avril 2018                  | Lauréat                                  |
| 2019                                     | New York Game Awards                                       | Meilleur jeu de l'année                   | Nomination                               |
| 2019                                     | New York Game Awards                                       | Meilleur jeu indépendant                  | Nomination                               |
| 2019                                     | D.I.C.E. Awards,                                           | Jeu d'action de l'année                   | Lauréat                                  |
| 2019                                     | D.I.C.E. Awards,                                           | Meilleur jeu indépendant                  | Lauréat                                  |
| 2019                                     | Prix de la National Academy of Video Game Trade Reviewers, | Jeu de l'année                            | Nomination                               |
| 2019                                     | Prix de la National Academy of Video Game Trade Reviewers, | Meilleur design en 2D                     | Nomination                               |
| 2019                                     | Prix de la National Academy of Video Game Trade Reviewers, | Meilleurs contrôles                       | Lauréat                                  |
| 2019                                     | SXSW Gaming Awards,                                        | Meilleure histoire                        | Nomination                               |
| 2019                                     | SXSW Gaming Awards,                                        | Matthew Crump Cultural Innovation Award   | Lauréat                                  |
| 2019                                     | SXSW Gaming Awards,                                        | Meilleure musique                         | Nomination                               |
| 2019                                     | SXSW Gaming Awards,                                        | Jeu tendance de l'année                   | Nomination                               |
| 2019                                     | SXSW Gaming Awards,                                        | Jeu vidéo de l'année                      | Nomination                               |
| 2019                                     | Game Developers Choice Awards,                             | Meilleure musique                         | Lauréat                                  |
| 2019                                     | Game Developers Choice Awards,                             | Meilleur design                           | Nomination                               |
| 2019                                     | Game Developers Choice Awards,                             | Jeu de l'année                            | Nomination                               |
| 2019                                     | Prix G.A.N.G.,                                             | Meilleure musique pour un jeu indépendant | Nomination                               |
| 2019                                     | Prix G.A.N.G.,                                             | Choix du public                           | Lauréat                                  |
| 2019                                     | British Academy Video Games Awards                         | Meilleur jeu                              | Nomination                               |
| 2019                                     | British Academy Video Games Awards                         | Jeu au-delà du divertissement             | Nomination                               |
| 2019                                     | British Academy Video Games Awards                         | Meilleur game design                      | Nomination                               |
| 2019                                     | British Academy Video Games Awards                         | Meilleure innovation technique            | Nomination                               |
| 2019                                     | British Academy Video Games Awards                         | Meilleure musique                         | Nomination                               |
| 2019                                     | Italian Video Game Awards                                  | Jeu de l'année                            | Nomination                               |
| 2019                                     | Italian Video Game Awards                                  | Meilleure jeu indépendant                 | Nomination                               |
| 2019                                     | Italian Video Game Awards                                  | Jeu au-delà du divertissement             | Nomination                               |
| 2019                                     | Prix des compositeurs de l'ASCAP                           |                                           |                                          |

### Ventes
Le 21 décembre 2018, Maddy Thorson dévoile que le jeu s'est écoulé à plus de 500 000 exemplaires depuis sa sortie moins d'un an auparavant. La créatrice commente que l'équipe « ne s'attendait pas à ce que [le jeu] touche autant de personnes »,,. Bien que les chiffres de ventes exactes par console de jeu ne soient pas rendus publics, Dual Shockers évoque que la version Nintendo Switch serait celle ayant le plus de succès.
En septembre 2019, Maddy Thorson évoque dans une interview avec IGN que le jeu approche du million de copies vendues,. En mars 2020, le journal confirme l'information en révélant que le palier aurait été dépassé avant la fin de l'année 2019, ce qui implique d'après IGN que Celeste est un réel succès commercial.

## Postérité

### Interprétations
Celeste est souvent loué pour la façon dont le jeu aborde les troubles psychiques, l'anxiété ou la dépression, et est parfois considéré comme la meilleure description jamais faite de ceux-ci dans un jeu vidéo,,,. Le jeu est ainsi notamment étudié avec Hellblade: Senua's Sacrifice pour observer dans quelle mesure le jeu vidéo en tant que médium permet d'instruire le joueur sur le sujet de la santé mentale, et quarante-sept passages traitant des sujets de l'anxiété ou de la dépression sont relevés dans le jeu. Le jeu use de nombreuses symboliques pour illustrer le combat intérieur de Madeline, l'absence de réels ennemis mis-à-part la montagne ou Badeline pouvant être vue comme une métaphore du fait qu'elle est sa propre antagoniste, et la complexité technique du jeu comme un signe de la difficulté de la guérison. Les nombreuses morts sont aussi un symbole de la répétition et la persévérance, toutes deux nécessaires pour progresser mentalement,.  
Des joueurs et critiques de jeu vidéo s'expriment pour expliquer comment le jeu a pu les aider avec leurs troubles psychiques, Lena Raine rapportant par exemple l'histoire d'un joueur suicidaire s'étant confié à elle sur la manière dont le jeu l'avait aidé à progresser. Le fait que Madeline ne batte pas vraiment Badeline ni ne la détruise dans la trame du jeu est aussi bien reçu, symbolisant qu'il faut surtout apprendre à s'accepter soi-même,. Victor Ortiz conclut notamment en évoquant que « en présentant la maladie mentale comme une partie de soi qui doit être acceptée sans hostilité afin de trouver la santé, les joueurs peuvent prendre les mêmes mesures pour s'aider à surmonter l'anxiété et la dépression »,. 

Schéma simplifié du voyage du héros tel que théorisé par Joseph Campbell, dont la structure de l'intrigue de Celeste se rapprocherait.

Un parallèle est fait par des chercheurs en cinématographie entre Celeste et Persona 2: Innocent Sin dans leur façon d'allier des concepts de psychologie analytique avec le thème du voyage du héros afin de construire leurs histoires. Plus précisément, le jeu principal correspond aux deux premiers actes au sens de Christopher Vogler tandis que le chapitre 9 Farewell correspond au troisième acte, où Madeline intériorise les leçons apprises lors de son aventure.   
Certaines autres interprétations sont faites, comme un parallèle avec le stoïcisme, notamment dans la mesure où le jeu incite dans certaines de ses scènes à la tempérance, à la phronesis (« sagesse pratique ») et à la méditation.

### Communauté transgenre
Celeste, et plus particulièrement sa protagoniste Madelène, résonnent grandement en la communauté LGBT et surtout transgenre, en particulier sur les sujets identifiables de l'anxiété, de l'identité et de la dysphorie de genre, au point que Madelène devienne un symbole de la communauté trans. La transidentité de Madelène est confirmée en 2022, au même moment où sa créatrice Maddy Thorson fait son coming out transgenre,, :

« Pendant le développement de Celeste, je ne savais pas que Madeline ou moi-même étions trans. Pendant le développement du DLC Farewell, j'ai commencé à avoir une intuition. Après le développement, je sais maintenant que nous sommes toutes les deux trans. »,

— Maddy Thorson
Par ailleurs, Thorson explique rétrospectivement que révéler la transidentité de son personnage lui a permis de faire son propre coming out plus rapidement. 

### Speedrun
Celeste ayant été développé avec l'idée de le rendre le plus confortable lors d'un speedrun, notamment grâce à la présence d'un chronomètre disponible en jeu, il devient rapidement très populaire dans la communauté du speedrunning. Kevin Regamey — responsable du design audio du jeu mais aussi un speedrunner — témoigne notamment à USGamer que l'équipe reçoit beaucoup de courriers de joueurs ayant découvert l'univers du speedrun grâce au jeu et le journal relève que Celeste est parmi les jeux les mieux classés sur le site spécialisé speedrun.com. Des tool-assisted speedrun sont également réalisés. 
La popularité du speedrun de Celeste est de plus renforcée par les choix de contrôles réalisés lors du développement afin de favoriser le joueur, comme le « coyote time ». De plus, les différents glitchs qui ont pu être découverts par la communauté depuis la sortie du jeu n'ont pas été corrigés directement, Extremely OK Games préférant discuter avec les speedrunners pour déterminer comme faire évoluer le jeu tout en les contentant. La communauté est également à l'origine de mods, avec notamment de nouveaux niveaux, dont la création est rendue plus facile depuis la publication des outils de développement du jeu par le studio. 
Le jeu apparaît régulièrement lors d'événements caritatifs de speedrun, tels que les Games Done Quick ou SpeeDons,.

### Apparitions des personnages
Madeline et Badeline apparaissent en tant que personnages jouables dans l'adaptation Nintendo Switch de TowerFall Ascension, un autre jeu vidéo indépendant de Maddy Thorson,.